# Liste öffentlicher Bücherschränke in Nordrhein-Westfalen
Dieser Artikel enthält eine Liste öffentlicher Bücherschränke in Nordrhein-Westfalen und erhebt keinen Anspruch auf Vollständigkeit. Ein öffentlicher Bücherschrank ist ein Schrank oder schrankähnlicher Aufbewahrungsort mit Büchern, der dazu dient, Bücher kostenlos, anonym und ohne jegliche Formalitäten zum Tausch oder zur Mitnahme anzubieten. In der Regel sind die öffentlichen Bücherschränke an allen Tagen im Jahr frei zugänglich. Ist dies nicht der Fall, ist dies in den Listen in der Spalte Anmerkungen vermerkt.

## Liste
Derzeit sind in Nordrhein-Westfalen 737 öffentliche Bücherschränke erfasst (Stand: 5. Aug. 2025):
| Bild | Ausführung                                                                                           | Ort                                      | Seit           | Anmerkung | Lage |
| --- | --- | ---------------------------------------- | -------------- | --- | --- |
| | Vitrine                                                                                              | Aachen                                   | Jan. 2014      | barrierefreier Zugang | ⊙ Heinrich-Hollands-Straße, vor TABITAS |
| | Vitrine                                                                                              | Aachen                                   | Okt. 2011      | barrierefreier Zugang | ⊙ Pontstraße 74, vor dem Chico Mendes bzw. vor der kath. Hochschulgemeinde                                                                            |
| | Vitrine                                                                                              | Aachen                                   | Jan. 2013      | barrierefreier Zugang initiiert von IG Aachener Portal e. V. im Rahmen des Verfügungsfonds Soziale Stadt Aachen-Nord | ⊙ Kreuzung Passstraße/Lombardenstraße/Grüner Weg, am Blumenladen                                                                                      |
| | Vitrine                                                                                              | Aachen                                   |                | barrierefreier Zugang | ⊙ Templergraben/Ecke Eilfschornsteinstraße |
| | Vitrine                                                                                              | Aachen                                   | 2022           | barrierefreier Zugang | ⊙ Jakobstraße/Ecke Vaalser Straße |
| | Vitrine                                                                                              | Aachen-Brand                             | 2022           | öffentliche Büchervitrine, barrierefreier Zugang, Betreuung durch die Katholische Arbeitnehmer-Bewegung Brand (KAB-Brand) mit Unterstützung engagierter Einzelpersonen | ⊙ Marktplatz, Ecke Eschenallee |
| | Vitrine                                                                                              | Aachen-Burtscheid                        | Apr. 2014      | barrierefreier Zugang | ⊙ Burtscheider Markt, vor dem „Haus des Gastes“ |
| | Vitrine                                                                                              | Aachen-Eilendorf                         | Juli 2020      | barrierefreier Zugang, Initiative der Stadt Aachen | ⊙ Heinrich-Thomas-Platz, vor dem Bezirksamt |
| | Eigenbau                                                                                             | Aachen-Forst                             | März 2019      | halb-öffentlicher Bücherschrank an der Lintertstraße 2 in Aachen, im Vorgarten eines Einfamilienhauses, Zugang nur bei offenem Tor | ⊙ Lintertstraße 2 |
| | Vitrine                                                                                              | Aachen-Forst                             | 2022           | öffentliche Büchervitrine, barrierefreier Zugang | ⊙ Forster Linde 5, vor St. Katharina |
| | Vitrine                                                                                              | Aachen-Frankenberger Viertel             | Nov. 2017      | barrierefreier Zugang, Initiative der Stadt Aachen | ⊙ auf dem umgestalteten Neumarkt, Ecke Bismarckstraße                                                                                                 |
| | Vitrine                                                                                              | Aachen-Haaren                            | Apr. 2019      | barrierefreier Zugang, Initiative der Stadt Aachen | ⊙ Auf dem Haarener Markt |
| | Vitrine                                                                                              | Aachen-Hanbruch                          | Sep. 2020      | barrierefreier Zugang, Initiative der Stadt Aachen | ⊙ auf dem Johannes-Ernst-Platz |
| | Vitrine                                                                                              | Aachen-Hanbruch                          | 16. Juni 2022  | | ⊙ Körnerstr. 22a |
| | Vitrine                                                                                              | Aachen-Hörn                              | Nov. 2015      | barrierefreier Zugang, initiiert durch die Begegnungsstätte Hörn | ⊙ Ecke Ahornstraße/von-den-Driesch-Weg beim Haus Hörn                                                                                                 |
| | Regal                                                                                                | Aachen-Hörn                              | 2013           | barrierefreier Zugang, Zugang nur während Öffnungszeiten (meist wochentags, tagsüber) | ⊙ Informatikzentrum der RWTH (Ahornstraße 55), Raum 2015 „Fachschaft Mathematik, Physik, Informatik“                                                  |
| | Vitrine                                                                                              | Aachen-Köpfchen                          | Juni 2014      | barrierefreier Zugang, unterstützt durch die STAWAG | ⊙ neben dem Kulturzentrum KuKuK am alten Zollhaus |
| | Vitrine                                                                                              | Aachen-Kornelimünster                    | Mai 2012       | barrierefreier Zugang | ⊙ am Vennbahnradweg hinter dem ehemaligen Bahnhof Kornelimünster (heute Gaststätte „Bahnhofsvision“)                                                  |
| Bücherschrank in Aachen-Laurensberg | Vitrine                                                                                              | Aachen-Laurensberg                       | Jan. 2014      | barrierefreier Zugang, initiiert durch die Arbeiterwohlfahrt (AWO) Laurensberg | ⊙ Roermonder Straße 319, vor der Laurentius-Apotheke                                                                                                  |
| | Vitrine                                                                                              | Aachen-Richterich                        | Jan. 2014      | barrierefreier Zugang, Initiative des Kulturkreises Richterich e. V. | ⊙ Rathausplatz, vor der Aachener Bank |
| | Bücherschrank                                                                                        | Aldenhoven                               | 19. Dez. 2019  | Gesponsert durch Westenergie und Vorgänger | ⊙ Alte Turmstr. vor St. Martin |
| | Holzschrank                                                                                          | Alfter                                   | 25. Aug. 2012  | videoüberwacht | ⊙ Am Herrenwingert 6 |
| | Bücherschrank                                                                                        | Alsdorf                                  | März 2014      | barrierefreier Zugang | ⊙ Hennigsdorfer Platz |
| | Bücherschrank                                                                                        | Altenbeken                               |                | zugänglich täglich von 05:30 bis 22:45 Uhr | ⊙ Wartehalle im Bahnhof Altenbeken |
| | Bücherschrank                                                                                        | Altenbeken                               | vor 2019       | Standort im Zentrum | ⊙ Am Marktplatz |
| | Bücherschrank                                                                                        | Altenberge                               | Aug. 2022      | Gesponsert durch Westenergie und Vorgänger | ⊙ Kirchstraße 13, Altenberge |
| | Regal                                                                                                | Altenberge                               | Mai 2011       | zugänglich während der Öffnungszeiten des Bürgerhauses | ⊙ Im Bürgerhaus, Kirchstr. 13 |
| | Telefonzelle                                                                                         | Anröchte-Berge                           | Sep. 2019      | | ⊙ Am Brink |
| | Bücherregal                                                                                          | Arnsberg                                 | Aug. 2014      | zugänglich während der Öffnungszeiten des Bahnhofs; barrierefreier Zugang | ⊙ Clemens-August-Straße |
| | BOKX 01 (COR-TEN-Stahl/ESG)                                                                          | Arnsberg                                 |                | gestiftet von einem Energieversorgungsunternehmen | ⊙ Alter Markt 3 |
| | BOKX 01 (COR-TEN-Stahl/ESG)                                                                          | Arnsberg-Herdringen                      |                | gestiftet von einem Energieversorgungsunternehmen | ⊙ Ostentor, neben der Kirche St. Antonius Einsiedler und St. Vitus                                                                                    |
| | Regal, offen                                                                                         | Arnsberg-Neheim                          |                | zu den Öffnungszeiten des Rathauses zugänglich | ⊙ Rathaus, Empore |
| | Bücherzelle Wennigloh                                                                                | Arnsberg-Wennigloh                       | Juni 2015      | errichtet vom Forum Wennigloh in Zusammenarbeit mit der Schützenbruderschaft St. Franziskus-Xaverius Wennigloh | ⊙ Müssenbergstraße am Dorfplatz zwischen Kirche und Schützenhalle                                                                                     |
| | Telefonzelle                                                                                         | Ascheberg                                | 7. Okt. 2016   | private Initiative, finanziert von einer Stiftung | ⊙ neben einem Schuhhaus, Biete 6 |
| | Schrank                                                                                              | Bad Driburg                              |                | | ⊙ Lange Straße |
| | RWE-Bücherschrank                                                                                    | Bad Holzhausen                           |                | aufgestellt von RWE Energie/Innogy | ⊙ Bahnhofstraße 16, vor der Grundschule |
| | Regal, offen                                                                                         | Bad Honnef                               | 2015           | zu den Markt-Öffnungszeiten zugänglich | ⊙ im HIT-Markt, Berck-Sur-Mer Straße 1 |
| | Bücherregal                                                                                          | Bad Honnef                               |                | im Bahnhofsgebäude, zugänglich zu den Öffnungszeiten des Kiosks | ⊙ im Bahnhofsgebäude, August-Lepper-Straße |
| | Regale, offen                                                                                        | Bad Lippspringe                          |                | | ⊙ Im Brunnenhaus der Liborius-Heilquelle |
| | Englische Telefonzelle                                                                               | Bad Münstereifel                         |                | | ⊙ Fußgängerzone Werther Straße 39 |
| | RWE-Bücherschrank                                                                                    | Bad Münstereifel                         |                | barrierefreier Zugang, aufgestellt von RWE Energie | ⊙ Fußgängerzone Werther Straße 45 |
| | Bücherschrank                                                                                        | Bad Münstereifel                         | 4. Juni 2024   | Gesponsert durch Westenergie und Vorgänger | ⊙ Bachstraße 81, Bad Münstereifel |
| | Bücherschrank                                                                                        | Bad Sassendorf                           |                | vor dem Mehrgenerationenhaus, nahe der Evangelischen Kirche | ⊙ Wasserstraße 9 |
| | Bücherschrank                                                                                        | Bad Sassendorf-Lohne                     |                | | ⊙ neben Hellweg 47 |
| | Bücherschrank                                                                                        | Bad Sassendorf-Ostinghausen              |                | An der Kirche | ⊙ Kirchstraße |
| | Bücherschrank                                                                                        | Balve                                    |                | | ⊙ Hauptstraße 33 |
| | Bücherschrank                                                                                        | Balve - Volkringhausen                   | 23. Aug. 2023  | Gesponsert durch die Stadt Balve und die Westenergie | ⊙ Mendener Straße, Balve - Volkringhausen |
| | blaue Telefonzelle                                                                                   | Barntrup                                 |                | | ⊙ vor Mittelstraße 2 |
| | Bücherschrank                                                                                        | Bedburg-Kirchtroisdorf                   | 4. März 2022   | Gesponsert von Westenergie und Vorgänger | ⊙ Heinsberger Straße 5 |
| | Telefonzelle                                                                                         | Bedburg-Hau                              | 2019           | | ⊙ Bücherschrank LVR-Klinik Bedburg-Hau, Klinik-Apotheke                                                                                               |
| | RWE-Bücherschrank                                                                                    | Bergheim                                 | 2012           | aufgestellt von RWE Energie | ⊙ Fußgängerzone Bergheim |
| | Bücherschrank                                                                                        | Bergheim - Glessen                       | 24. Aug. 2022  | Gesponsert durch Westenergie und Vorgänger | ⊙ Zum Gut Neuhof 9, Bergheim - Glessen |
| | Bücherschrank                                                                                        | Bergheim - Oberaußem                     |                | | ⊙ Vor dem Bürgerhaus: Fritz-Haag-Platz |
| | Bücherschrank                                                                                        | Bergheim-Quadrath-Ichendorf              | 19. Juli 2021  | aufgestellt von Westenergie | ⊙ Vorplatz des Kulturbahnhofs, Frenser Str. 11 |
| | Offener Bücherschrank                                                                                | Bergheim-Ahe                             | 21. Nov. 2024  | Gesponsort durch Westenergie und Vorgänger | ⊙ Heppendorferstraße 1a |
| | Offener Bücherschrank                                                                                | Bergheim-Kenten                          | 10. Dez. 2024  | Gesponsort durch Westenergie und Vorgänger | ⊙ Hubertusplatz 7 |
| | BOKX 02 (Basalt/Stahl/Einscheiben-Sicherheitsglas (ESG)) Vitrinenausstattung: ortsansässige Künstler | Bergisch Gladbach                        | Sep. 2010      | gefördert durch das Bestattungshaus Pütz-Roth Ausstattung der Kunstvitrine durch ortsansässige Künstler | ⊙ Konrad-Adenauer-Platz |
| | Bücherschrank                                                                                        | Bergisch Gladbach-Bensberg               |                | | ⊙ Reginharstraße, vor dem Fröbel-Familienzentrum/ZAK                                                                                                  |
| | Bücherschrank                                                                                        | Bergisch Gladbach-Refrath                | Juni 2015      | zur Eröffnung des neuen Pfarrzentrums in Refrath errichtet, betreut durch die katholische Bücherei | ⊙ Kirchplatz 20a |
| | Telefonzelle                                                                                         | Bergisch Gladbach-Rommerscheid           | Juli 2019      | | ⊙ Ecke Rommerscheid/Rommerscheider Höhe |
| | Bücherschrank                                                                                        | Beverungen                               |                | | ⊙ auf dem Kellerplatz |
| | Bücherschrank                                                                                        | Bielefeld                                |                | im Café Welthaus, geöffnet Montag – Freitag, 11–18 Uhr | ⊙ August-Bebel-Str. 62 |
| Bücherschrank am Bültmannshof | Bücherschrank                                                                                        | Bielefeld                                |                | barrierefrei | ⊙ Bültmannshof |
| | Bücherschrank                                                                                        | Bielefeld                                |                | neben dem Kiosk auf dem Marktplatz (Derzeit in Reparatur, aber es gibt ein offenes Buchregal am Kiosk) | ⊙ Ostmarkt |
| | Bücherschrank                                                                                        | Bielefeld-Brackwede                      | Apr. 2021      | Vorplatz des Bezirksamtes Brackwede, barrierefreier Zugang | ⊙ Germanenstr. 22 |
| | Bücherschrank                                                                                        | Bielefeld-Schildesche                    |                | | ⊙ Beckhaustraße vor der Sparkasse |
| | Holzhaus                                                                                             | Blankenheim-Freilingen                   | 13. Okt. 2012  | barrierefreier Zugang; geöffnet von 9 bis 19 Uhr | ⊙ Marienplatz 1 |
| | Telefonzelle                                                                                         | Blomberg                                 |                | | ⊙ im Park an der Gartenstraße/Heutorstraße |
| | Bücherschrank                                                                                        | Blomberg-Reelkirchen                     |                | | ⊙ am Gemeindehaus |
| | Bücherregal                                                                                          | Bocholt                                  |                | | ⊙ Passage vom Ostermarkt zum Liebfrauenparkplatz |
| | Holzschrank                                                                                          | Bochum-Dahlhausen                        | 29. Juni 2020  | aufgestellt vom USB | ⊙ Otto-Wels-Platz am Bahnhof |
| | Holzschrank                                                                                          | Bochum-Ehrenfeld                         | 21. Mai 2015   | aufgestellt vom USB | ⊙ Hans-Ehrenberg-Platz |
| | Holzschrank                                                                                          | Bochum-Engelsburg                        |                | aufgestellt vom USB | ⊙Engelsburger Straße |
| | Holzschrank                                                                                          | Bochum-Eppendorf                         |                | vom Thorpe Heimatmuseum aufgestellt | ⊙Thorpe Heimatmuseum |
| | Holzschrank                                                                                          | Bochum-Gerthe                            |                | aufgestellt vom USB | ⊙ Marktplatz |
| | Metallschrank                                                                                        | Bochum-Grumme                            |                | aufgestellt von dem Gemeinnütziger Wohnungsverein zu Bochum eG | ⊙ Erbhof, Höhe Nr. 3 |
| | Metallschrank                                                                                        | Bochum-Grumme                            |                | aufgestellt von dem Gemeinnütziger Wohnungsverein zu Bochum eG | ⊙ Alexandrinenstraße 24 |
| | Metallschrank                                                                                        | Bochum-Grumme                            |                | aufgestellt von dem Gemeinnütziger Wohnungsverein zu Bochum eG | ⊙ Bergstraße 169 |
| | Holzschrank                                                                                          | Bochum-Grumme                            |                | aufgestellt vom USB | ⊙ An der Johanneskirche |
| | Holzschrank                                                                                          | Bochum-Günnigfeld                        | Aug. 2021      | aufgestellt vom USB | ⊙ Kirchstraße 25 |
| | Metallschrank                                                                                        | Bochum-Hiltrop                           |                | aufgestellt vom USB | ⊙ vor Erlöserkirche |
| | Holzschrank                                                                                          | Bochum-Hamme                             | 31. Aug. 2020  | aufgestellt vom USB | ⊙ Bürgerplatz |
| | Holzschrank                                                                                          | Bochum-Hordel                            | 11. März 2022  | aufgestellt vom USB | ⊙ Kappskolonie |
| | Holzschrank                                                                                          | Bochum-Hustadt                           | 2012           | von der Stiftung Mercator aufgestellt; HUkultur – Förderverein Hustadt ist Pate des Bücherschrankes | ⊙ Brunnenplatz |
| | Metallschrank                                                                                        | Bochum-Laer                              | 27. Mai 2021   | [ 11 ] | ⊙ Lahariplatz |
| | Metallschrank                                                                                        | Bochum-Langendreer                       | 2016           | aufgestellt von den Vereinen „Langendreer hat’s“ und „Laden e. V.“ | ⊙ Alte Bahnhofstraße 14 |
| | Metallschrank                                                                                        | Bochum-Mitte                             |                | aufgestellt von dem Gemeinnütziger Wohnungsverein zu Bochum eG | ⊙ Kronenstraße 10 |
| | Metallschrank                                                                                        | Bochum-Rosenberg                         |                | aufgestellt von den Gemeinnütziger Wohnungsverein zu Bochum eG | ⊙ Händelstraße, Höhe Nr. 42 |
| | Metallschrank                                                                                        | Bochum-Ruhr-Universität                  |                | nicht ausschließlich Bücher | ⊙ Ruhr-Universität Bochum, Nähe Kulturcafé |
| | Holzschrank                                                                                          | Bochum-Wattenscheid                      | 22. Dez. 2020  | aufgestellt vom USB | ⊙ Platz am Brunnen an der Saarlandstraße |
| Bild gesucht Die Wikipedia wünscht sich an dieser Stelle ein Bild vom hier behandelten Ort. Weitere Infos zum Motiv findest du vielleicht auf der Diskussionsseite . Falls du dabei helfen möchtest, erklärt die Anleitung , wie das geht. BW                                            | Holzschrank                                                                                          | Bochum-Wattenscheid                      |                | | ⊙ Günnigfelder Straße 32 |
| | Holzschrank                                                                                          | Bochum-Wattenscheid-Leithe               |                | aufgestellt vom USB | ⊙ Kemnastraße auf dem Gelände der Kirchengemeinde St. Johannes                                                                                        |
| | Holzschrank                                                                                          | Bochum-Weitmar                           | 29. Okt. 2021  | aufgestellt vom USB | ⊙ Hattinger Straße 222 |
| | Holzschrank                                                                                          | Bochum-Werne                             |                | aufgestellt vom USB | ⊙ Werner Hellweg 521 |
| | Holzschrank                                                                                          | Bochum-Werne                             |                | aufgestellt vom USB | ⊙ Rüsingstraße 1 |
| | Büchertauschbox, Eigenbau aus Holz                                                                   | Bochum-Weitmar-Mark                      | ca. 2014       | Kleine private Büchertauschbox im Vorgarten. Die direkt daneben stehende Bank lädt dazu ein, sich gleich in den neuen Lesestoff zu vertiefen. | ⊙ Roomersheide 73, Bochum |
| | Metallschrank, Telefonzelle                                                                          | Bochum-Wiemelhausen                      |                | aufgestellt von dem Gemeinnütziger Wohnungsverein zu Bochum eG | ⊙Else-Hirsch-Straße |
| | Holzschrank                                                                                          | Bochum-Wiemelhausen                      | 13. Sep. 2019  | aufgestellt vom USB | ⊙ Brenscheder Straße 56 |
| | Bücherregal                                                                                          | Bönen                                    | Aug. 2021      | barrierefrei; im Eingangsbereich der REWE-Filiale, während der Geschäftszeiten | ⊙ Bahnhofstraße 90–92, Bönen |
| | Bücherstube (Pavillon, Metall/Glas)                                                                  | Bonn-Bad Godesberg                       | 2006/2015      | nicht durchgehend geöffnet; Abriss des Altbaus von 2006 im Mai 2015, ein Neubau wurde am 17. November 2015 wenige Meter weiter eröffnet | City-Terrassen |
| Bild gesucht Die Wikipedia wünscht sich an dieser Stelle ein Bild vom Ort mit diesen Koordinaten 50.674446 7.166963 . Motiv: Zanderstraße 68: Bücherschrank Falls du dabei helfen möchtest, erklärt die Anleitung , wie das geht. BW                                                     | Bücherschrank                                                                                        | Bonn-Bad Godesberg                       |                | | ⊙ Zanderstraße 68, vor der Sparkasse |
| | BOKX 01 (COR-TEN-Stahl/ESG)                                                                          | Bonn-Beuel                               | 2005           | gefördert durch die Bürgerstiftung Bonn | ⊙ Beueler Rheinufer, nahe Kennedybrücke |
| weitere Bilder | BOKX 01 (COR-TEN-Stahl/ESG)                                                                          | Bonn-Buschdorf                           | 2018           | gefördert durch die Bürgerstiftung Bonn | ⊙ Von-den-Driesch-Straße/Friedlandstraße |
| | BOKX 01 (COR-TEN-Stahl/ESG)                                                                          | Bonn-Dottendorf                          | 2017           | gefördert durch die Bürgerstiftung Bonn | ⊙ Quirinusplatz |
| | BOKX 01 (COR-TEN-Stahl/ESG)                                                                          | Bonn-Duisdorf                            | 2008           | gefördert durch die Bürgerstiftung Bonn | ⊙ Am Schickshof Fußgängerzone Rochusstraße |
| | BOKX 01 (COR-TEN-Stahl/ESG)                                                                          | Bonn-Endenich                            | 2010           | gefördert durch die Bürgerstiftung Bonn | ⊙ Frongasse |
| | BOKX 01 (COR-TEN-Stahl/ESG)                                                                          | Bonn-Friesdorf                           | 2010           | gefördert durch die Bürgerstiftung Bonn | ⊙ Klufterplatz |
| | BOKX 01 (COR-TEN-Stahl/ESG)                                                                          | Bonn-Geislar                             | 2020           | gefördert durch die Bürgerstiftung Bonn | ⊙ Abtstraße |
| weitere Bilder | BOKX 01 (COR-TEN-Stahl/ESG)                                                                          | Bonn-Holzlar                             | 2017           | gefördert durch die Bürgerstiftung Bonn | ⊙ Siebenwegekreuzplatz |
| weitere Bilder | BOKX 01 (COR-TEN-Stahl/ESG)                                                                          | Bonn-Ippendorf                           | 11. Apr. 2015  | gefördert durch die Bürgerstiftung Bonn | ⊙ Bernhard-Berzheim-Platz |
| weitere Bilder | BOKX 01 (COR-TEN-Stahl/ESG)                                                                          | Bonn-Nordstadt                           | 2009           | gefördert durch die Bürgerstiftung Bonn | ⊙ Am Frankenbad |
| | Eckregal                                                                                             | Bonn-Nordstadt                           |                | zugänglich während der Öffnungszeiten des Gebäudes | ⊙ Foyer des Stadthauses |
| | hölzerner Bücherschrank mit Sitzbänkchen                                                             | Bonn-Pennenfeld                          | 2018           | angefertigt von Auszubildenden der Ford-Werke Köln GmbH | ⊙ Zanderstraße 70 |
| weitere Bilder | Bücherschrank (Cortenstahl/ESG)                                                                      | Bonn-Poppelsdorf                         | 2003           | gefördert durch die Bürgerstiftung Bonn Entwurf: Trixy Royeck | ⊙ Poppelsdorfer Allee |
| | BOKX 01 (COR-TEN-Stahl/ESG)                                                                          | Bonn-Ramersdorf                          | 2008           | gefördert durch die Bürgerstiftung Bonn Entwurf: Trixy Royeck | ⊙ Bonner Bogen |
| weitere Bilder | BOKX 01 (COR-TEN-Stahl/ESG)                                                                          | Bonn-Röttgen                             | 2016           | gefördert durch die Bürgerstiftung Bonn Entwurf: Trixy Royeck | ⊙ Schloßplatz |
| weitere Bilder | BOKX 01 (COR-TEN-Stahl/ESG)                                                                          | Bonn-Schwarzrheindorf/Vilich-Rheindorf   | 2021           | gefördert durch die Bürgerstiftung Bonn | ⊙ Clemensstraße |
| | BOKX 01 (COR-TEN-Stahl/ESG)                                                                          | Bonn-Südstadt                            | 2018           | gefördert durch die Bürgerstiftung Bonn | ⊙ Roonplatz |
| | BOKX Indoor (Eiche/ESG)                                                                              | Bonn-Venusberg                           | 2009           | gefördert durch die Bürgerstiftung Bonn | ⊙ Universitätsklinikum Bonn HNO-Neubau („Bettenhaus“)                                                                                                 |
| | Bücherschrank                                                                                        | Bonn-Weststadt                           |                | | ⊙ im Baumschulwäldchen |
| | BOKX 01 (COR-TEN-Stahl/ESG)                                                                          | Bonn-Vilich-Müldorf                      | 2012           | gefördert durch die Bürgerstiftung Bonn | ⊙ Beueler Straße |
| weitere Bilder | britische Telefonzelle                                                                               | Bonn-Zentrum                             | 2010           | Geschenk der Partnerstadt Oxford gefördert durch den Oxford-Club Bonn | ⊙ Adenauerallee 7/Alter Zoll |
| | BOKX 01 (COR-TEN-Stahl/ESG)                                                                          | Bonn-Zentrum                             | 2015           | gefördert durch die Bürgerstiftung Bonn | ⊙ Budapester Straße 4, vor dem Haus der Stiftungen; dieses ist ansässig im Gebäude der Sparkasse KölnBonn                                             |
| | BOKX 01 (COR-TEN-Stahl/ESG)                                                                          | Borgholzhausen                           | 2011           | gestiftet von RWE, wird von der Stadt betreut | ⊙ Freistraße |
| | Vitrine                                                                                              | Borgholzhausen-Barnhausen                |                | Bücherschrank an privater Grundstücksgrenze, jederzeit zugänglich | ⊙ Ahornweg |
| | Bücherregal im Bus                                                                                   | Borken (Kreis)                           | 2013           | Bücherregal im Linienbus, in der Regel auf den Linien R76 und R77 unterwegs | |
| | Bücherregal                                                                                          | Bornheim                                 |                | im Foyer des Rathauses von Bornheim, betreut von der Stadtbücherei | ⊙ Rathausstraße 2 |
| | Vitrine                                                                                              | Bornheim-Brenig                          | 30. Okt. 2016  | aufgestellt von der Stiftung Sankt Evergislus Brenig, betreut von Ehrenamtlichen | ⊙ Ploon |
| | Telefonbücherzelle                                                                                   | Bottrop-Eigen                            | 2020           | Evangelische Kirche Bottrop-Eigen | ⊙ Gladbecker Straße 300, am Marktplatz, nahe Bunker                                                                                                   |
| | Telefonzelle                                                                                         | Bottrop-Fuhlenbrock                      |                | neben dem Kindergarten, jederzeit zugänglich, barrierefrei | ⊙ Wilhelm-Busch-Straße 5 |
| | Metallschrank                                                                                        | Bracht                                   | Aug. 2018      | Gesponsert durch Westenergie | ⊙ Marktstraße / gegenüber Café Bürgermeisteramt |
| | Metallschrank                                                                                        | Brakel                                   |                | | ⊙ Am Thy |
| | Telefonzelle der englischen Patenstadt                                                               | Brühl                                    | 2012           | Stadtbücherei Brühl | ⊙ Innenhof/Kartäuserhof (in Marktnähe) |
| | Metallschrank                                                                                        | Brühl                                    | Okt. 2022      | Kinderbücherschrank, barrierefreier Zugang, Patenschaft durch Dorfgemeinschaft Brühl Kierberg | ⊙ Heinestraße, am Fuß- und Radweg des Kinderspielplatzes                                                                                              |
| | Metallschrank                                                                                        | Brühl-Kierberg                           | 1. Sep. 2020   | barrierefreier Zugang, Patenschaft durch Dorfgemeinschaft Brühl Kierberg | ⊙ Kierberger Straße, unterhalb des historischen Kaiserbahnhofes                                                                                       |
| | Metallschrank                                                                                        | Brühl-Ost                                | 3. Sep. 2020   | barrierefreier Zugang, Patenschaft durch Ortsgemeinschaft Brühl-Ost e. V. | ⊙ Bergerstraße |
| | Metallschrank                                                                                        | Brühl-Vochem                             | 10. Aug. 2021  | barrierefreier Zugang, Initiative der Stadt Brühl, Sponsor Stadtwerke Brühl GmbH, Patenschaft durch Bürgergemeinschaft 1949 Brühl-Vochem e. V. | ⊙ Andreaskirchplatz |
| | Bücherregal                                                                                          | Bünde                                    |                | zugänglich zu den Öffnungszeiten von Marktkauf | ⊙ Wilhelmstraße 10–28 |
| | Bücherschrank                                                                                        | Büren                                    | Feb. 2020      | zweiter Bücherschrank an diesem Ort; wie der 2015 aufgestellte und durch Vandalismus zerstörte Schrank von einem Energieversorgungsunternehmen gestiftet | ⊙ Platz in der oberen Burgstraße |
| | Telefonzelle                                                                                         | Büren-Steinhausen                        |                | | ⊙ Antoniusstraße |
| | Bücherschrank                                                                                        | Coesfeld                                 | 25. Juni 2017  | errichtet und betreut durch das Seniorennetzwerk Coesfeld e. V. | ⊙ im Schlosspark |
| | Bücherschrank                                                                                        | Dahlem                                   | 2023           | Förderverein Dorfentwicklung e. V. | ⊙ Auf dem Dorfplatz (Bahnstraße) vor der VR-Bank |
| | Bücherschrank                                                                                        | Dahlem-Schmidtheim                       | 2023           | IG Schmidtheim | ⊙ Am Eingang des Generationenparks |
| | Bücherschrank                                                                                        | Detmold                                  | Okt. 2014      | gefördert von der VHS Detmold und der Detmolder Bürgerstiftung; im April 2018 durch Brandstiftung zerstört und wiederaufgebaut | ⊙ Willy-Brandt-Platz/Wall |
| | Bücherschrank                                                                                        | Detmold                                  | Mai 2016       | gefördert von der Detmolder Bürgerstiftung | ⊙ Lange Straße/Hasselter Platz |
| | Bücherschrank                                                                                        | Detmold                                  | Dez. 2018      | gefördert von der Detmolder Bürgerstiftung | ⊙ Kaiser-Wilhelm-Park |
| | Bücherschrank                                                                                        | Detmold-Diestelbruch                     |                | | ⊙ Dörenwaldstraße |
| | Bücherschrank                                                                                        | Detmold-Heiligenkirchen                  | Dez. 2018      | | ⊙ Dorfpark |
| | Bücherschrank                                                                                        | Detmold-Hiddesen                         | Dez. 2018      | | ⊙ Akazienstraße/Friedrich-Ebert-Straße |
| | Bücherschrank                                                                                        | Dinslaken                                | März 2021      | aufgestellt zum Geburtstag der Städtepartnerschaft mit Agen, im Lesegarten bei der Stadtinformation am Rittertor | ⊙ Ritterstraße 1 |
| | Vitrine                                                                                              | Dinslaken-Hiesfeld                       | 2019           | barrierefreier Zugang | ⊙ Krengelstraße neben dem Kiosk gegenüber der Dorfkirche                                                                                              |
| | Bücherregal                                                                                          | Dormagen                                 |                | Mo./Di. 8:00 bis 17:00 Uhr, Mi. 8:00 bis 13:30 Uhr, Do. 8:00 bis 18:00 Uhr, Fr. 8:00 bis 13:30 Uhr, Sa. 10:00 bis 12:00 Uhr, barrierefrei zugänglich | ⊙ Paul-Wierich-Platz 2, Zufahrt über Castellstraße |
| | Bücherschrank                                                                                        | Dorsten                                  | Jan. 2014      | gestiftet von RWE | ⊙ Recklinghäuser Straße 20 |
| | Bücherschrank                                                                                        | Dorsten                                  |                | | ⊙ Rossiniweg 72 |
| | Bücherschrank                                                                                        | Dorsten-Lembeck                          | 1. März 2022   | Gesponsert durch Westenergie und Vorgänger | ⊙ Schulstr. 23 |
| | Bücherschrank                                                                                        | Dortmund-Aplerbeck                       | Mai 2012       | von der Stiftung Mercator aufgestellt | ⊙ Aplerbecker Marktplatz |
| | Bücherschrank                                                                                        | Dortmund-Berghofen                       |                | bei Kreuzkirche | Fasanenweg 22 |
| | Bücherschrank                                                                                        | Dortmund-Brackel                         | 2022           | aufgestellt von der Bezirksvertretung | ⊙ Oberdorfstraße 28 am Balou |
| | Bücherschrank                                                                                        | Dortmund-Bövinghausen                    |                | bei Katharinenkirche | Provinzialstraße 410 |
| | Bücherschrank                                                                                        | Dortmund-Brackel                         | 2021           | finanziert durch die Sparkasse Dortmund, Aufstellung Pflege durch die Beschäftigten des Hauptfriedhofs | ⊙ Am Gottesacker 23, rechts vom Haupteingang des Hauptfriedhofs                                                                                       |
| | Vitrine                                                                                              | Dortmund-Deusen                          |                | | ⊙ Deusener Str. 227 |
| | Telefonzelle                                                                                         | Dortmund-Dorstfeld                       |                | aufgestellt vom Spar- und Bauverein Dortmund | ⊙ Spicherner Straße 21 |
| | Bücherzelle                                                                                          | Dortmund-Dorstfeld                       |                | Apr. 2025 | ⊙ Kometenstr. 1, Ecke Karlsglückstr. |
| | Bücherregal                                                                                          | Dortmund-Eichlinghofen                   | 2015           | AStA TU Dortmund | ⊙ Zentralbibliothek, TU Dortmund, Vogelpothsweg 76 |
| | Bücherregal                                                                                          | Dortmund-Eichlinghofen                   |                | CSR-Office, FH Dortmund | ⊙ Emil-Figge-Str. 38b |
| | Bücherschrank                                                                                        | Dortmund-Hafen                           |                | aufgestellt vom Spar- und Bauverein Dortmund | ⊙ vor Unverhaustraße 9 |
| | Bücherschrank                                                                                        | Dortmund-Hombruch                        |                | | ⊙ Harkortstr. 35, vor dem REWE |
| | Bücherschrank                                                                                        | Dortmund-Hohensyburg                     |                | | Hohensyburgstr. 169; gegenüber vom Road Stop |
| | Holzschrank                                                                                          | Dortmund-Höchsten                        |                | Öffnungszeiten beachten | im REWE Markt |
| | Bücherschrank                                                                                        | Dortmund-Hörde                           | Mai 2017       | aufgestellt vom Verein Hörde International e. V. | ⊙ Friedrich-Ebert-Platz |
| | Bücherregal                                                                                          | Dortmund-Innenstadt                      |                | nicht immer zugänglich | ⊙ Wittekindstr. 98a, im Eingangsbereich des Theodor-Fliedner-Heims                                                                                    |
| | Bücherschrank                                                                                        | Dortmund-Jungferntal                     |                | Projektträger ist die Vonovia | ⊙ Jungferntalstraße 69–79 |
| | Bücherschrank                                                                                        | Dortmund-Kaiserviertel                   | Juni 2017      | | ⊙ vor Café Lotte, Kaiserstraße 15 |
| | Bücherschrank                                                                                        | Dortmund-Kaiserviertel                   | Juni 2017      | | ⊙ vor der Küchenwirtschaft Bismarck, Bismarckstraße 1                                                                                                 |
| | Bücherschrank                                                                                        | Dortmund-Kley                            | 18. Mai 2025   | Kooperation Heimatverein Oespel-Kley und alt-katholische Gemeinde St. Martin Dortmund | Kleyer Weg 89, auf der Südseite |
| | Bücherschrank                                                                                        | Dortmund-Körne                           | Aug. 2018      | Projektträger ist der Körner Kultur- und Kunstverein | ⊙ vor dem Drogerie-Markt Körner Hellweg 72 |
| | Telefonzelle                                                                                         | Dortmund-Kurl                            |                | nur englische Literatur | ⊙ Kurler Straße 174, vor Victoria’s Café |
| | Kühlschrank                                                                                          | Dortmund-Kurl                            |                | | Wicker Heck 24 |
| | Bücherschrank                                                                                        | Dortmund-Lütgendortmund                  |                | | ⊙ Marienborn 10 |
| | Bücherschrank                                                                                        | Dortmund-Mengede                         | 9. Feb. 2021   | [ 30 ] | ⊙ Mengede Markt |
| | Bücherschrank                                                                                        | Dortmund-Mitte                           |                | | ⊙ Karl-Liebknecht-Straße / Ecke Tewaagstraße / neben dem U-Bahn-Aufgang                                                                               |
| | Bücherschrank                                                                                        | Dortmund-Unionviertel                    | Juli 2013      | | ⊙ Heinrichstraße 40 |
| | Glasschrank                                                                                          | Dortmund-Scharnhorst                     |                | auf Scharnhorster Kirchplatz | Gleiwitzstraße 277 |
| | Bücherschrank                                                                                        | Dortmund-Unionviertel                    |                | | ⊙ vor dem Eugen-Krautscheid-Haus, Lange Straße 42 |
| | Bücherschrank                                                                                        | Dortmund-Wickede                         | 2022           | finanziert durch die Stadt Dortmund, Sparkasse und Volksbank, Pflege durchehrenamtliche Patinnen und Paten der kath. Kirchengemeinde | ⊙ Wickeder Hellweg 59, Ecke Rübenkamp |
| | Bücherregal                                                                                          | Drensteinfurt                            | Juli 2011      | aufgebaut von der Stadt Drensteinfurt, betreut von der Initiatorin Jana Philipp | ⊙ in der Bushaltestelle auf dem Marktplatz |
| | Bücherschrank                                                                                        | Drolshagen                               | 28. Dez. 2023  | Gesponsert durch Westenergie und Vorgänger | ⊙ Marktplatz 2, Drolshagen |
| | Telefonzelle                                                                                         | Dülmen, Bauerschaft Weddern              | Juli 2020      | zugänglich für Bewohner, Beschäftigte und Besucher des Anna-Katharinenstifts Karthaus sowie Passanten | ⊙ auf dem Gelände des Anna-Katharinenstifts Karthaus                                                                                                  |
| | Bücherschrank                                                                                        | Düren                                    | 2014           | | ⊙ Foyer Bürgerbüro, Marktplatz 2 |
| | britische Telefonzelle                                                                               | Düren-Hoven                              |                | | ⊙ Arnold-Decker-Platz |
| | Kühlschrank                                                                                          | Düren-Lendersdorf                        | Juni 2023      | Bücherschrank „Büchertardis“ auf privatem Grundstück. jederzeit zugänglich Privat aufgestellt und betreut. Nicht städtisch | ⊙ Zum Roten Kreuz 13 |
| | BOKX 02                                                                                              | Düsseldorf-Angermund                     | Sep. 2016      | | ⊙ Düsseldorf-Angermund: Platz Angermunder Straße/Kirchweg/In den Blamüsen/Im Großen Winkel                                                            |
| | BOKX 02                                                                                              | Düsseldorf-Benrath                       | Juni 2021      | betreut vom Literaturbüro Nordrhein-Westfalen e. V. | ⊙ Hauptstraße/Marktplatz Benrath |
| | BOKX 02                                                                                              | Düsseldorf-Carlstadt                     | Juni 2011      | betreut vom Literaturbüro Nordrhein-Westfalen e. V. | ⊙ an der Uferpromenade, Mannesmannufer 1b |
| | BOKX 02                                                                                              | Düsseldorf-Derendorf                     | März 2014      | betreut vom Literaturbüro Nordrhein-Westfalen e. V. | ⊙ Derendorf/Pempelfort: Kreuzung Klever Straße/Jülicher Straße/Collenbachstraße/Roßstraße                                                             |
| | BOKX 02                                                                                              | Düsseldorf-Derendorf                     | Dez. 2022      | betreut vom Literaturbüro Nordrhein-Westfalen e. V. | ⊙ Frankenplatz |
| | BOKX 02                                                                                              | Düsseldorf-Düsseltal                     |                | betreut vom Literaturbüro Nordrhein-Westfalen e. V. | ⊙ Brehmplatz/Rethelstraße |
| | Unterstand am Kiosk                                                                                  | Düsseldorf-Düsseltal                     |                | initiiert und betreut von der Trinkhalle „Chill Platz“ | ⊙ Schillerplatz |
| | BOKX 02                                                                                              | Düsseldorf-Flingern                      | Aug. 2022      | betreut vom Literaturbüro Nordrhein-Westfalen e. V. | ⊙ Hermannplatz Ecke Hermannstraße/Lindenstraße |
| | BOKX 02                                                                                              | Düsseldorf-Friedrichstadt                | Mai 2022       | initiiert von der BürgerInnen-Initiative Fürstenplatz e. V.; betreut vom Literaturbüro Nordrhein-Westfalen e. V. | ⊙ Fürstenplatz |
| | BOKX 02                                                                                              | Düsseldorf-Garath                        | Juni 2024      | betreut von der Bezirksvertretung und dem Quartiersmanagement Garath 2.0 | ⊙ Matthias-Erzberger-Straße/Ecke Carl-Severing-Straße                                                                                                 |
| | BOKX 02                                                                                              | Düsseldorf-Gerresheim                    |                | betreut vom Literaturbüro Nordrhein-Westfalen e. V. | ⊙ Gerricusplatz |
| | BOKX 02                                                                                              | Düsseldorf-Gerresheim                    |                | | ⊙ Heyestraße 132 |
| | BOKX 02                                                                                              | Düsseldorf-Gerresheim                    | Juni 2021      | betreut vom Literaturbüro Nordrhein-Westfalen e. V. | ⊙ Apostelplatz |
| | BOKX 02                                                                                              | Düsseldorf-Grafenberg                    |                | | ⊙ Staufenplatz |
| | Metallschrank                                                                                        | Düsseldorf-Hassels                       | Sept. 2021     | betreut von der Umweltgruppe der Gemeinde St. Antonius u. Elisabeth | ⊙ Am Schönenkamp 145, hinter der Kirche St. Antonius                                                                                                  |
| | BOKX 02                                                                                              | Düsseldorf-Heerdt                        | August 2024    | betreut vom Literaturbüro Nordrhein-Westfalen e. V. | Nikolaus-Knopp-Platz |
| | BOKX 02                                                                                              | Düsseldorf-Stadtmitte                    | Nov. 2020      | betreut vom Literaturbüro Nordrhein-Westfalen e. V. und Art-Invest | ⊙ Kö-Bogen |
| | BOKX 03                                                                                              | Düsseldorf-Stadtmitte                    | Nov. 2020      | betreut von zitty.familie | ⊙ Klosterstraße 96 |
| | BOKX 02                                                                                              | Düsseldorf-Kaiserswerth                  | Aug. 2018      | betreut vom Literaturbüro Nordrhein-Westfalen e. V. | ⊙ Kaiserswerther Markt |
| | BOKX 02                                                                                              | Düsseldorf-Knittkuhl                     | Sept. 2022     | betreut vom Literaturbüro Nordrhein-Westfalen e. V. | ⊙ Am Mergelsberg |
| | BOKX 02                                                                                              | Düsseldorf-Lohausen                      | Okt. 2024      | betreut vom Literaturbüro Nordrhein-Westfalen e. V. | Alte Flughafenstr./Niederrheinstr. |
| | BOKX 02                                                                                              | Düsseldorf-Oberbilk                      | Aug. 2021      | initiiert von Martina Pophal, betreut vom Literaturbüro Nordrhein-Westfalen e. V. | ⊙ Oberbilker Markt |
| | BOKX 02                                                                                              | Düsseldorf-Pempelfort                    | Juni 2022      | betreut vom Literaturbüro Nordrhein-Westfalen e. V. | ⊙ Berty-Albrecht-Park |
| | BOKX 02                                                                                              | Düsseldorf-Pempelfort                    | Okt. 2022      | betreut vom Literaturbüro Nordrhein-Westfalen e. V. | ⊙ Rochusmarkt |
| | BOKX 02                                                                                              | Düsseldorf-Pempelfort                    | Juni 2023      | betreut vom Literaturbüro Nordrhein-Westfalen e. V. | ⊙ Maria- und Josef-Otten-Platz |
| | BOKX 02                                                                                              | Düsseldorf-Oberkassel                    | Mai 2017       | betreut vom Literaturbüro Nordrhein-Westfalen e. V. | ⊙ Werner-Pfingst-Platz/Luegallee |
| | BOKX 02                                                                                              | Düsseldorf-Rath                          | März 2025      | initiiert von den Grünen in der Bezirksvertretung 6, betreut vom Literaturbüro Nordrhein-Westfalen e. V. | Rather Kirchplatz 1 |
| | BOKX 02                                                                                              | Düsseldorf-Unterbilk                     | Aug. 2011      | betreut vom Literaturbüro Nordrhein-Westfalen e. V. | ⊙ Friedensplätzchen. Ecke Düsselstraße/Wissmannstraße                                                                                                 |
| | Telefonzelle                                                                                         | Düsseldorf-Unterbilk                     | Dez. 2020      | initiiert und betreut vom „zentrum plus“ der AWO Unterbilk | ⊙ Siegplatz/Hans-Reymann-Haus |
| | BOKX 02                                                                                              | Düsseldorf-Volmerswerth                  | Okt. 2019      | initiiert und betreut vom Bürger- und Heimatverein Volmerswerth | ⊙ Hellriegelstraße/Wendeschleife U72 |
| | BOKX 02                                                                                              | Düsseldorf-Wersten                       | Juni 2021      | betreut vom Literaturbüro Nordrhein-Westfalen e. V. | ⊙ Liebfrauenstraße |
| | BOKX 02                                                                                              | Düsseldorf-Wersten                       | Juni 2022      | betreut vom Literaturbüro Nordrhein-Westfalen e. V. | ⊙ Ickerswarder Straße/Ecke Kölner Landstraße |
| | xxl-Bücherschrank (Ladenlokal)                                                                       | Duisburg-Altstadt                        | Sep. 2012      | DU liest! – Bürgerstiftung Duisburg | ⊙ Königsgalerie Duisburg |
| | Telefonzelle                                                                                         | Duisburg-Großenbaum                      |                | | ⊙ Großenbaumer Allee gg Nr 4 |
| | Telefonzelle                                                                                         | Duisburg-Friemersheim                    | Aug. 2015      | Bürgerstiftung Duisburg | ⊙ Kaiserstraße 33, gegenüber der Geestschule |
| | Bücherschrank                                                                                        | Duisburg-Hamborn                         | Sep. 2013      | Bürgerstiftung Duisburg | ⊙ Duisburg-Hamborn: Hamborner-Markt |
| | Telefonzelle                                                                                         | Duisburg-Neudorf                         |                | mit funktionierendem Fernsprecher | ⊙ Ludgeriplatz |
| | britische Telefonzelle                                                                               | Eitorf                                   | Juli 2012      | von der Eitorf-Stiftung aufgestellt | ⊙ Marktplatz Eitorf |
| | Bücherschrank                                                                                        | Elsdorf Ortsteil Berrendorf              | Mai 2021       | | ⊙ Dorfplatz, gegenüber St. Michael (Berrendorf) |
| | Bücherschrank                                                                                        | Ennigerloh-Westkirchen                   |                | | ⊙ Kirchplatz |
| | Bücherschrank                                                                                        | Erftstadt (Bliesheim)                    | Dez. 2021      | Initiator: Westenergie/Stadt Erftstadt | ⊙ an der Bushaltestelle „Markt“ |
| | Bücherschrank                                                                                        | Erftstadt (Erp)                          | Dez. 2023      | Gesponsert durch Westenergie und Vorgänger | ⊙ Luxemburger Straße 14, Erftstadt (Bushaltestelle Steinfelder Str.)                                                                                  |
| | Bücherschrank                                                                                        | Erftstadt (Lechenich)                    | Nov. 2018      | Initiator: Innogy/Stadtbücherei Erftstadt | ⊙ am Bonner Tor, Bonner Straße |
| | RWE-Bücherschrank (BOKX)                                                                             | Erftstadt (Liblar)                       | Mai 2014       | Initiator: RWE/Volkshochschule Erftstadt | ⊙ an der Volkshochschule Erftstadt, Carl-Schurz-Straße 23                                                                                             |
| | Bücherschrank                                                                                        | Erftstadt (Gymnich)                      | 13. Dez. 2023  | Gesponsert durch Westenergie und Vorgänger | ⊙ Kunibertusplatz 1 |
| | Kühlschrank                                                                                          | Erkelenz-Gerderath                       | Sep. 2016      | private Initiative | ⊙ Vossemer Straße 7 (Freifläche vor Ladenlokal) |
| | kleines Bücherregal                                                                                  | Erkrath                                  |                | | ⊙ Bruchhauser Straße 25 |
| | Bücherregal                                                                                          | Erkrath                                  |                | | ⊙ REWE, Bongardstraße 1 |
| | Bücherregal                                                                                          | Erkrath-Hochdahl                         |                | | ⊙ Edeka, Hochdahler Markt |
| | Bücherschrank                                                                                        | Erkrath-Hochdahl                         | Apr. 2021      | Siedlung Sandheim, Schrank finanziert aus Mitteln der Städtebauförderung | ⊙ Sandheider Markt, Hans-Sachs-Weg 11 |
| | Stahlschrank                                                                                         | Erndtebrück                              | Apr. 2016      | | ⊙ Parkplatz im Mühlenweg gegenüber Brückenapotheke |
| | Stahlschrank                                                                                         | Erndtebrück                              | Apr. 2021      | finanziert von Westenergie, ehrenamtlich betreut | ⊙ Ederfeld, zwischen Rosengarten und Kapelle |
| | Bücherschrank                                                                                        | Eschweiler                               | Juni 2016      | Der Bücherschrank der Marke „BOKX 01“, den man von zwei Seiten öffnen kann (die Bildmontage zeigt beide) wurde im Zuge der Neugestaltung des Marktplatzes von der Stadt Eschweiler im Sommer 2016 in der Nähe der römisch-katholischen Pfarrkirche St. Peter und Paul am südlichen Marktplatzrand aufgestellt. Schrankpate ist der „Förderverein Stadtbücherei Eschweiler e.V.“ | ⊙ auf Höhe Markt 20, 52249 Eschweiler |
| | Bücherregal (für Kinderbücher und Spiele)                                                            | Eschweiler                               | März 2022      | zugänglich zu den Öffnungszeiten vom Burgfrollein, Kinderladen in Eschweiler | ⊙ Marienstraße 24 |
| | Bücherregal                                                                                          | Espelkamp                                |                | zugänglich zu den Öffnungszeiten von Marktkauf | ⊙ Hindenburgring 3 |
| | Bücherregal                                                                                          | Espelkamp                                | Jan. 2025      | zugänglich zu den Öffnungszeiten der Geschäftsstelle vhs Lübbecker Land | ⊙ Wilhelm-Kern-Platz 4 |
| | Holzschrank                                                                                          | Essen Innenstadt                         | Dez. 2009      | von der Eitorf-Stiftung aufgestellt | ⊙ Theaterplatz, vor dem Grillo-Theater |
| | Bücherschrank                                                                                        | Essen-Bergerhausen                       | Dez. 2020      | von RWE aufgestellt | ⊙ Werrastr.-Rellinghauser Str. |
| | Bücherschrank                                                                                        | Essen-Frintrop                           | 20. Sep. 2021  | Gesponsert durch Westenergie und Vorgänger | ⊙ Frintroper Markt |
| | Bücherschrank                                                                                        | Essen-Haarzopf                           |                | | ⊙ Fulerumer Straße 221–223 |
| media04 | Metallschrank                                                                                        | Essen-Heisingen                          | März 2020      | Initiative der Bezirksvertretung Ruhrhalbinsel | ⊙ am Kreisverkehr zwischen Kreuzstraße und Bahnhofstraße                                                                                              |
| urbanlife | Bücherschrank                                                                                        | Essen-Holsterhausen                      |                | | ⊙ Gemarkenstraße/Dürerstraße |
| | Bücherschrank                                                                                        | Essen-Huttrop                            |                | | ⊙ Vollmerskamp 2 |
| | Bücherschrank                                                                                        | Essen-Karnap                             |                | | ⊙ Karnaper Markt |
| | Bücherschrank                                                                                        | Essen-Leithe (Essen)                     | März 2024      | Gesponsort durch Westenergie | ⊙ Hochfeldstraße 165 |
| waz.de | Telefonzelle                                                                                         | Essen-Steele                             | 2016           | | ⊙ Dreiringstraße |
| | Bücherschrank                                                                                        | Essen-Werden                             |                | | ⊙ Haus Fuhr / Ecke Heckstraße |
| | britische Telefonzelle                                                                               | Euskirchen                               | Nov. 2010      | britische Telefonzelle der Partnerstadt | ⊙ Alter Markt |
| | | Euskirchen                               | 4. Nov. 2021   | | ⊙ Luisenplatz |
| | RWE-Bücherschrank (BOKX)                                                                             | Everswinkel (Kreis Warendorf)            | Mai 2014       | Initiator: Kulturkreis Everswinkel, www.kulturkreis-everswinkel.de | ⊙ Hovestraße/Bushaltestelle Mitte |
| | Bücherschrank                                                                                        | Freudenberg-Oberfischbach                | 9. Apr. 2016   | barrierefreier Zugang; im Freudenberger Stadtteil Oberfischbach im Kurpark | ⊙ |
| | Bücherschrank                                                                                        | Gahlen                                   | 12. Apr. 2022  | Gesponsert durch Heimatverein Gahlen e. V. und Westenergie | ⊙ Kirchstraße 72 |
| Bücherschrank | Bücherschrank                                                                                        | Geldern - Hartefeld                      | 28. Apr. 2023  | Gesponsert durch die Stadtwerke Geldern und Westenergie AG | ⊙ Hartefelder Markt 2, Geldern |
| | Bücherschrank                                                                                        | Geldern - Pont                           | 1. Juni 2022   | Gesponsert durch Stadtwerke Geldern und Westenergie AG | ⊙ Auf der Dorfwiese, Geldern |
| | Verteilerkasten                                                                                      | Gelsenkirchen                            | 2010           | umfunktionierter Verteilerkasten vor dem Wertstoffhof Nord der Gelsendienste | ⊙ Adenauerallee 115; weitere Standorte im Stadtgebiet:                                                                                                |
| | Westenergie Bücherschrank                                                                            | Gernsdorf                                | 14. Mai 2025   | Gesponsort durch Westenergie und Vorgänger | ⊙ Gernsdorfer Straße 18, 57234 Wilnsdorf - Gernsdorf                                                                                                  |
| | RWE-Bücherschrank (BOKX)                                                                             | Gescher                                  | 2013           | aufgestellt von RWE Energie - Durch Brandstiftung zerstört, Neuaufstellung noch unklar | ⊙ im Stadtpark |
| | Bücherschrank                                                                                        | Gevelsberg                               |                | | ⊙ Großer Markt 2 |
| | ehemaliger Schaltschrank der Stadtwerke                                                              | Greven                                   | 2018           | | ⊙ Alte Münsterstraße 21 |
| | Bücherschrank auf Rollen                                                                             | Greven Ortsteil Reckenfeld               |                | private Initiative, vor Zeitschriften- und Papierwarengeschäft mit Paketannahme, außerhalb dessen Öffnungszeiten dort eingeschlossen | ⊙ Grevener Landstraße 1 |
| | Schrank                                                                                              | Grevenbroich-Stadt Hülchrath             | 2014           | errichtet von der Dorfgemeinschaft Hülchrath und gefördert durch RWE, barrierefrei | ⊙ Sebastianusplatz 9 |
| Bücherschrank Gronau Grow Diakonie Herzogstraße 60 | Telefonzelle                                                                                         | Gronau (Westf.)                          |                | barrierefrei | ⊙ auf dem Gelände des Stadtteilzentrums GroW Diakonisches Werk Mein Gronauer Westen, Herzogstraße 60                                                  |
| | Bücherschrank                                                                                        | Gummersbach                              | Nov. 2013      | im Südfoyer der Halle 32, geöffnet ab 11 Uhr | ⊙ Steinmüllerstraße 10 |
| Anikas Bücherbude | Bücherhaus                                                                                           | Gummersbach                              | Juni 2019      | privat geführte Bücherbude, gestiftet und kuratiert von Anika Klüver; öffentlich zugängig, durchgehend geöffnet, bei Dunkelheit beleuchtet | ⊙ Im Halken 56B |
| | Bücherschrank                                                                                        | Gummersbach-Windhagen                    | 2017           | Eingerichtet vom Verein Bücherschrank Berketstraße | ⊙ Berketstraße |
| | BOKX 02                                                                                              | Gütersloh                                | 4. Dez. 2015   | gestiftet von der Bertelsmann SE & Co. KGaA, der Stiftung Lesen und dem Goethe-Institut im Rahmen der gemeinsamen „Initiative Lesespaß“ | ⊙ Konrad-Adenauer-Platz (Ecke Strengerstraße/Berliner Straße)                                                                                         |
| | BOKX 01                                                                                              | Gütersloh-Avenwedde-Bahnhof              | 6. Nov. 2017   | gestiftet von der Bertelsmann SE & Co. KGaA, der Stiftung Lesen und dem Goethe-Institut im Rahmen der gemeinsamen „Initiative Lesespaß“ | ⊙ Friedrichsdorfer Straße, zwischen Elli-Getränkemarkt und Kreisverkehr                                                                               |
| | BOKX 01                                                                                              | Gütersloh-Blankenhagen                   | 5. Nov. 2016   | gestiftet von der Bertelsmann SE & Co. KGaA, der Stiftung Lesen und dem Goethe-Institut im Rahmen der gemeinsamen „Initiative Lesespaß“ | ⊙ Bushaltestelle Görlitzer Straße (Ecke Hofbrede) |
| | BOKX 01                                                                                              | Gütersloh-Isselhorst                     | 13. Mai 2016   | gestiftet von der Bertelsmann SE & Co. KGaA, der Stiftung Lesen und dem Goethe-Institut im Rahmen der gemeinsamen „Initiative Lesespaß“ | ⊙ Bushaltestelle Isselhorster Dorfplatz (Ecke Haller Straße/Goldweg)                                                                                  |
| | Bücherschrank                                                                                        | Haan                                     | Juli 2016      | | ⊙ unterer Neuer Markt am Brunnen |
| | Bücherschrank                                                                                        | Haan                                     | Okt. 2018      | | ⊙ Friedrichstraße Ecke Mittelstraße |
| | Bücherschrank                                                                                        | Haan                                     |                | | ⊙ Bahnstraße 13 neben der Sparkasse |
| | Bücherregal                                                                                          | Häger                                    | 2013           | barrierefrei | ⊙ Auf der Bleeke 46 |
| | Bücherregal                                                                                          | Hagen-Boele                              |                | | ⊙ Marktplatz Boele |
| | Schrank                                                                                              | Hagen-Hohenlimburg                       | 2014           | barrierefrei | ⊙ Platz vor dem Hohenlimburger Rathaus |
| | Schrank                                                                                              | Hagen Hohenlimburg-Elsey                 | Januar 2020    | barrierefrei | ⊙ Elseyer Dorfplatz |
| | Holzschrank                                                                                          | Hagen-Vorhalle                           |                | | Europaplatz 25a |
| | Schrank                                                                                              | Hagen - Berchum                          | Mai 2024       | barrierefrei | ⊙ Berchumer Dorfplatz |
| | Bücherschrank/Telefonzelle                                                                           | Halle (Westf.)                           | Mai 2018       | aufgestellt vom CDU-Stadtverband Halle (Westf.) | ⊙ Ronchinplatz |
| | Telefonzelle                                                                                         | Halle-Hörste                             | Juni 2018      | private Initiative | ⊙ Nähe Evangelische Kirche (Hörste) |
| | Schrank                                                                                              | Hamm                                     | Nov. 2011      | barrierefreier Zugang, Initiative „Humanitas e. V.“, gebaut vom TÜV Nord (nach Vorbild in Hannover), jederzeit geöffnet und auch für Kinder und Rollstuhlfahrer gut zu erreichen | ⊙ Oststraße |
| | Bücherregal                                                                                          | Haltern am See                           |                | im Alten Rathaus; Öffnungszeiten beachten | Markt 1 |
| | Telefonzelle Rot                                                                                     | Haltern am See                           |                | in „Jupps Biergarten“ | Hullerner Str. 107 |
| | Metallschrank                                                                                        | Haltern am See-Hullern                   |                | bei St. Andreas Kirche | Hauptstraße 46 |
| | Telefonzelle                                                                                         | Hamm-Bockum-Hövel                        | Okt. 2020      | nach Vandalismus und Vernachlässigung aus Herringen versetzte und von jugendlichen Teilnehmern eines Graffiti-Workshops überholte und gestaltete Bücherzelle | ⊙ Rudolf-Salchow-Weg, neben der Polizeistation |
| | Bücherschrank                                                                                        | Hamm-Pelkum                              | März 2021      | Schrank, mit Zugriff von zwei Seiten | ⊙ Kamener Straße 83, vor Bäckerei Emptings |
| | Bücherschrank                                                                                        | Hamm-Rhynern                             | 15. Aug. 2020  | auf dem Parkplatz an der Praxis von Dr. med. S. Dannbeck, aufgestellt von den Sternfrauen Rhynern | ⊙ An der Lohschule 4 |
| | grünblaue Telefonzelle                                                                               | Hamminkeln-Brünen                        | 2008           | Ausleihe, Projekt der Landfrauen | ⊙ direkt an der Kirche |
| | Telefonzelle                                                                                         | Hamminkeln-Mehrhoog                      | Sep. 2012      | barrierefreier Zugang | ⊙ Bahnhofstraße 40 |
| | Holzschrank                                                                                          | Hattingen                                |                | frei zugänglich | ⊙ Grabenstraße; am Steinhagen Platz |
| | Holzschrank                                                                                          | Hattingen-Welper                         | 10. Juni 2011  | von der Stiftung Mercator aufgestellt | ⊙ Marktplatz Welper; wieder aufgestellt (1. August 2023).                                                                                             |
| | britische Telefonzelle                                                                               | Havixbeck                                | Mai 2012       | betreut vom Seniorenbeirat | ⊙ Lieselotte-Köhnlein-Platz |
| | Bücherschrank                                                                                        | Heiligenhaus                             | Juli 2013      | initiiert vom Arbeitskreis Kultur und Gesellschaft | ⊙ Am Basildonplatz in der Ortsmitte |
| | Bücherschrank                                                                                        | Heiligenhaus                             | Sep. 2016      | | ⊙ Stadtteil Unterilp, Moselstraße |
| Öffentlicher Bücherschrank in Heimbach, eine bunt angemalte ehemalige Telefonzelle | ehemalige Telefonzelle                                                                               | Heimbach                                 | 2016           | initiiert vom Verein Lit.Eifel, gestaltet durch den Kölner Maler und Z eichner Michael Koch und Kinder aus Titz | ⊙ Hengebachstraße |
| | Metallschrank                                                                                        | Hemer-Geitbecke                          | Juni 2021      | Eingeweiht wurde der Bücherschrank zusammen mit dem durch die Stadt Hemer neu errichteten Spielplatz Geitbecke in Niederhemer. Der Förderverein „Pro Buch“ der Stadtbücherei Hemer bestückte ihn. | ⊙ nördlich des Hauses Charlotte-Terheyden-Weg 11 |
| | Holzschrank                                                                                          | Hemer-Ihmert                             | 2009           | Der erste Bücherschrank fiel im Juni 2015 Vandalismus zum Opfer, im Dezember 2015 wurde ein neuer Massivholzschrank errichtet. | ⊙ Dorfplatz |
| | Stahlschrank                                                                                         | Hennef                                   | 2012           | | ⊙ vor dem Historischen Rathaus |
| | Telefonzelle                                                                                         | Hennef-Happerschoß                       |                | | ⊙ Spielplatz Scheiderwiese, Scheiderwiese gegenüber Hausnr. 9                                                                                         |
| | Telefonzelle                                                                                         | Hennef-Kurscheid                         | 2018           | Bürgerverein Westerhausen und Umgebung e. V. | ⊙ Broichhausener Str. gegenüber Hausnr. 26 |
| | britische Telefonzelle                                                                               | Herford                                  | 12. Juli 2019  | betreut vom Verein „Quartier Radewig“; nur zu den Öffnungszeiten der umliegenden Geschäfte geöffnet; beherbergte vorher an gleicher Stelle tatsächlich ein öffentliches Münztelefon. | ⊙ auf dem Gänsemarkt |
| | Bücherschrank                                                                                        | Herne-Mitte                              | 2016           | barrierefreier Bücherschrank, errichtet von einer Arbeitsgruppe der Werkstätten für Behinderte | ⊙ Bahnhofstraße 40 |
| | Bücherschrank                                                                                        | Herne-Eickel                             | 2018           | betreut von der Hülsmann-Brauerei | ⊙ Eickeler Markt |
| | Bücherschrank                                                                                        | Herne-Sodingen                           | 2013           | betreut von der Kulturinitiative Herne e. V. | ⊙ Mont-Cenis-Straße 267 |
| | Bücherschrank                                                                                        | Herscheid                                | Jan. 2023      | Gesponsert durch Westenergie und Vorgänger | ⊙ Am Markt 5, Herscheid |
| | Bücherschrank                                                                                        | Herscheid                                | Dez. 2022      | Holzschrank vom „Brummer-buffett“ | ⊙ Auf dem Rode 15 |
| | Bücherregal                                                                                          | Herzogenrath                             | 12. Juli 2019  | betreut von der Verwaltung der Stadt Herzogenrath; zu den Öffnungszeiten des Rathauses geöffnet | ⊙ Rathausplatz 1 |
| | offener Bücherschrank                                                                                | Herzogenrath                             | 2021           | | ⊙ An der Wurm |
| Bücherschrank Kohlscheid | offener Bücherschrank                                                                                | Herzogenrath OT Kohlscheid               | 24. März 2021  | Gesponsert vom Verein Stadtmarketing Herzogenrath e. V. und die Pflege des Bücherschrankes übernehmen künftig ehrenamtlich ein Mitglied des Vereins Kohlscheider Bürger (ehem. Gymnasiallehrer) und zwei Mitarbeiterinnen der Kath. Bibliothek St. Katharina. | ⊙ Markt 5 vor der Kath. Bibliothek St. Katharina |
| | Bücherschrank                                                                                        | Herzebrock-Clarholz                      | 19. Juli 2021  | Gesponsert von Netzgesellschaft Herzebrock-Clarholz und Westenergie | ⊙ Kleikamp 4 |
| | Metallschrank                                                                                        | Hilden                                   | 2011           | | ⊙ Ellen-Wiederhold-Platz, an der Itter |
| | Metallschrank                                                                                        | Hilden                                   | Juli 2014      | Kinder- und Jugend-Bücherschrank | ⊙ Warringtonplatz, auf dem Spielplatz neben dem Itter-Karrée                                                                                          |
| | Metallschrank                                                                                        | Hilden                                   | Okt. 2014      | | ⊙ Walder Straße, neben Bushaltestelle Margarethenhof                                                                                                  |
| | Bücherschrank                                                                                        | Hilden                                   |                | private Trägerschaft (Praxis weiße Villa) | ⊙ Gerresheimer Straße 340 |
| | Bücherregal                                                                                          | Hilden-Ost                               |                | Regal im Eingangsbereich des Vereinsheims des SV Hilden-Ost, zugänglich zu den Öffnungszeiten | ⊙ Vereinsheim und Nachbarschaftstreff Hilden-Ost, Frans-Hals-Weg 2a                                                                                   |
| | Bücherschrank                                                                                        | Hilden-Süd                               | März 2024      | private Trägerschaft | ⊙ Talstraße 20 |
| | Bücherschrank                                                                                        | Hörstel-Bevergern                        |                | | ⊙ Von-Galen-Straße 1, zwischen Eiscafé und Feuerwehr                                                                                                  |
| | Telefonzelle Gelb                                                                                    | Hörstel-Birgte                           |                | | Riegenweg 28; bei St.-Bonifatius-Schule |
| | Bücherschrank                                                                                        | Hörstel-Riesenbeck                       |                | | Heinrich-Niemeyer-Straße 54; beim Einkaufzentrum |
| | Bücherschrank                                                                                        | Hövelhof                                 | Juli 2018      | private Initiative, finanziell unterstützt vom Kulturverein Sennekult, weiteren Spendern und aus Mitteln des Hövelhofer Verfügungsfonds für Verschönerungsmaßnahmen im Ortskern | ⊙ Straße Zur Post, beim Naturkostladen |
| | Bücherschrank                                                                                        | Höxter                                   |                | | ⊙ Möllingerstraße 9, vor der Volkshochschule |
| | Bücherschrank                                                                                        | Hopsten-Halverde                         | 6. März 2023   | Gesponsert durch Westenergie und Vorgänger | ⊙ Am Kindergarten 4, Hopsten |
| | Bücherschrank                                                                                        | Gemeinde Hopsten                         | 16. Feb. 2022  | Gesponsert durch Westenergie und Vorgänger | ⊙ Hauptstraße 1 |
| | RWE-Bücherschrank (BOKX)                                                                             | Hopsten-Schale                           | 2013           | | ⊙ Kirchstraße, Ecke Poststraße |
| | Vitrine                                                                                              | Horn-Bad Meinberg, Stadtteil Leopoldstal | 2015           | Initiative des Kulturausschusses Leopoldstal; gestiftet von RWE | ⊙ Heestener Straße, neben der Bushaltestelle |
| | Telefonzelle                                                                                         | Hückeswagen                              | Mai 2010       | im Foyer des Bürgerbüros | ⊙ Bahnhofsplatz 14 |
| | BOKX 01 (COR-TEN-Stahl/ESG)                                                                          | Hüllhorst                                | 2011           | gestiftet von der RWE | ⊙ Hauptstraße 24 |
| | | Hünxe                                    |                | | ⊙ Hünxe Marktplatz/Alte Dinslakener Straße |
| | Bücherschrank                                                                                        | Hürtgenwald, Ortsteil Gey                | 2012           | aufgestellt von einem Energieversorger | ⊙ Helmut Rösseler Platz |
| | Bücherhütte                                                                                          | Hürtgenwald, Ortsteil Simonskall         |                | | ⊙ Simonskall 2 |
| | Bücherschrank                                                                                        | Hürtgenwald, Ortsteil Vossenack          |                | aufgestellt von innogy | ⊙ Baptist-Palm-Platz |
| | Telefonzelle                                                                                         | Hürth-Hermülheim                         | um 2009        | Ortsgemeinschaft | ⊙ Ecke Luxemburger Straße/Hans-Böckler-Straße |
| Ibbenbüren Bücherschrank | RWE-Bücherschrank (BOKX)                                                                             | Ibbenbüren                               | 2011           | | ⊙ Am Alten Posthof 27 |
| | Stahlschrank mit Acrylglastüren, ähnlich BOKX                                                        | Inden/Altdorf                            | 2012           | gefördert durch RWE | ⊙ Rathausplatz |
| | Stahlschrank mit Acrylglastüren                                                                      | Frenz (Inden)                            | 21. Okt. 2021  | Gesponsert durch Westenergie und Vorgänger | ⊙ Kreuzung Unterstr./Am Hohen Ufer |
| | Holzschrank                                                                                          | Iserlohn-Hennen                          | Dez. 2020      | von den Anwohnern des Hennener Rietweges gebaut und betreut | ⊙ Rietweg |
| | Holzschrank                                                                                          | Iserlohn-Iserlohner Heide                | Nov. 2018      | im Rahmen eines Projektes der Stadt Iserlohn von Flüchtlingen und Langzeitarbeitslosen gefertigt | ⊙ Friedrich-Kaiser-Straße 22 |
| | Holzregal                                                                                            | Iserlohn-Letmathe                        |                | | ⊙ Friedensstraße 11, an der Evangelischen Friedenskirche                                                                                              |
| | Bücherschrank                                                                                        | Iserlohn-Wermingsen                      | Juli 2021      | von Mitarbeitern Iserlohner Unternehmen gebaut und auf dem Gelände des Vereins „Bürger helfen Bürgern“ aufgestellt | ⊙ Schulstraße 28 |
| | Bücherschrank                                                                                        | Issum-Sevelen                            | 3. Sep. 2021   | Gesponsert durch Westenergie und Vorgänger zwischen Bank und Bäckerei | ⊙ Kirchplatz |
| | Bücherschrank                                                                                        | Jüchen                                   | März 2023      | Gesponsert durch NEW und Westenergie | ⊙ Markt 19, Jüchen |
| | Stahlschrank                                                                                         | Jüchen-Hochneukirch                      | Mai 2021       | betreut vom Seniorennetzwerk 55 Plus | ⊙ Adenauerplatz |
| | Telefonzelle                                                                                         | Jülich                                   |                | | ⊙ Kirchplatz |
| | Bücherschrank                                                                                        | Jülich-Heckfeld                          |                | | ⊙ Märkische Str. Ecke Lorsbecker Str. |
| | Bücherschrank                                                                                        | Jülich-Kirchberg                         |                | | ⊙ Wymarstr. Ecke Zur Rur |
| | BOKX                                                                                                 | Kaarst                                   | 2016           | | ⊙ St.-Eustachius-Platz |
| | Telefonzelle                                                                                         | Kaarst                                   |                | | ⊙ Maubiscenter |
| | Bücherschrank                                                                                        | Kaarst-Büttgen                           | Mai 2021       | gebaut von einem Mitglied der Senioreninitiative | ⊙ am Rathaus Büttgen, Rathausplatz |
| | Bücherschrank                                                                                        | Kalkar                                   | 2023           | Gesponsert durch Westenergie und Vorgänger | ⊙ Markt 9, Kalkar |
| | Bücherschrank                                                                                        | Kalkar-Hönnepel                          | 2023           | Gesponsert durch Westenergie und Vorgänger | ⊙ Rotes Häuschen 44 |
| | Vitrine                                                                                              | Kalkar-Grieth                            |                | offener Bücherschrank | ⊙ Grieth, Markt |
| | Telefonzelle                                                                                         | Kall-Steinfeld                           |                | | ⊙ nahe Klosterladen |
| | Bücherschrank                                                                                        | Kerken                                   | 6. Aug. 2020   | Gesponsert von Westenergie und Vorgänger | ⊙ Friedensstr. 1 Nieukerk |
| | Bücherschrank                                                                                        | Kerken                                   | 20. Mai 2024   | Gesponsert von Westenergie und Vorgänger | ⊙ Marktstr. 23 |
| | Bücherschrank                                                                                        | Kirchhundem                              | 25. Apr. 2022  | Gesponsert durch Westenergie und Vorgänger | ⊙ Hundemstraße 49 |
| | Eigenbau                                                                                             | Kierspe-Bollwerk                         | Juni 2023      | barrierefreier Zugang | ⊙ An der Leye 3, Kierspe |
| | Bücherschrank                                                                                        | Kleve                                    |                | Bookcrossingzone, Öffnungszeiten: Mo–Fr 10:00–17:00 | ⊙ Kalkarer Straße 21, Bio-Bistro |
| | Bücherschrank                                                                                        | Kleve-Reichswalde                        | 2021           | Projekt des Heimatvereins Reichswalde | ⊙ Kirchvorplatz neben dem Kugelbrunnen |
| | Bücherschrank                                                                                        | Köln-Altstadt-Nord                       |                | Projekt Eselsohr der Bürgerstiftung Köln | ⊙ Gereonskloster |
| | Bücherschrank                                                                                        | Köln-Altstadt-Süd                        |                | | ⊙ Anna-Maria-von-Schürmann-Weg |
| | Bücherschrank                                                                                        | Köln-Altstadt-Süd                        |                | | ⊙ Mauritiuskirchplatz zur Arndtstraße |
| | BOKX 02 (Basalt/Stahl/ESG) Vitrinenausstattung: lokale Künstler                                      | Köln-Bayenthal                           | 2010           | gefördert durch das Projekt Eselsohr der Bürgerstiftung Köln | ⊙ GoltsteinForum, Goltsteinstraße |
| | BOKX 02 Glasedition Basalt/Stahl/ESG                                                                 | Köln-Bickendorf                          | 2012           | Projekt Eselsohr der Bürgerstiftung Köln | ⊙ Josef-Esser-Platz (Bickendorf) |
| | BOKX 02                                                                                              | Köln-Bocklemünd                          | 2013           | barrierefreier Zugang | ⊙ Bürgerplätzchen, Ecke Grevenbroicher Straße/Lerchenweg                                                                                              |
| | BOKX                                                                                                 | Köln-Braunsfeld                          |                | | ⊙ Clarenbachplatz 2 |
| | BOKX                                                                                                 | Köln-Brück                               | 17. März 2018  | | ⊙ Olpener Straße 898 |
| | Bücherschrank                                                                                        | Köln-Buchforst                           |                | nur während der Öffnungszeiten der Apotheke verfügbar | ⊙ Waldecker Str. 35, vor der Apotheke |
| | BOKX (verglaster Metallschrank)                                                                      | Köln-Dellbrück                           | 2011           | gefördert durch die Bürgerstiftung Köln | ⊙ am Mühlenbrunnen, unmittelbar neben der KVB-Haltestelle Dellbrücker Hauptstraße                                                                     |
| | BOKX Kunststoff-Regal                                                                                | Köln-Deutz                               | 2021           | gefördert durch die Bürgerstiftung Köln | ⊙ „Am Düxer Bock“, Ecke Gotenring/Lorenzstraße |
| | BOKX ehemalige Telefonzelle                                                                          | Köln-Deutz                               | 2021           | gefördert durch die Bürgerstiftung Köln | ⊙ Helenenwallstraße/Ecke Arnoldstraße, hinter dem Schaurte-Gymnasium                                                                                  |
| | Stahl-Glas-Vitrine                                                                                   | Köln-Dünnwald                            |                | Dünnwalder Bürgerverein, Kirchplatz St. Hermann-Joseph | ⊙ Kreuzung Amselstraße/Von-Diergardt-Straße |
| | Telefonzelle                                                                                         | Köln-Ehrenfeld                           |                | | ⊙ Lichtstraße 43, im Innenhof des Vulkanhallen-Geländes                                                                                               |
| | Bücherregal                                                                                          | Köln-Ehrenfeld                           | 2019           | Initiative Tag des guten Lebens, gebaut durch Mitglieder des Wikipedia:Lokal K | ⊙ Hackländerstraße 2 |
| | Bücherregal                                                                                          | Köln-Ehrenfeld                           | 2013           | Initiative Tag des guten Lebens | ⊙ Körnerstraße Ecke Stammstraße |
| | Bücherregal eigens für Kinder und Jugendliche                                                        | Köln-Ehrenfeld                           | 2024           | Bürgerstiftung Köln | ⊙ Leo-Amman-Park, Eingang von der Venloer Straße |
| | Bücherschrank                                                                                        | Köln-Höhenhaus                           |                | aufgestellt auf Initiative der Familie Bazzazian | ⊙ Berliner Straße, gegenüber dem REWE-Markt |
| | Bücherschrank                                                                                        | Köln-Holweide                            |                | | ⊙ Bergisch Gladbacher Straße |
| | Bücherschrank                                                                                        | Köln-Humboldt/Gremberg                   | 2023           | Genossenschaft Urbanlife | ⊙ Westerwaldpark am Spielplatz/Ecke Volpertusstraße                                                                                                   |
| | BOKX                                                                                                 | Köln-Junkersdorf                         |                | Projekt Eselsohr der Bürgerstiftung Köln | ⊙ Dorfplatz, vor der Kirche St. Pankratius |
| | Bücherschrank                                                                                        | Köln-Kalk                                | 2011           | koelnwiki Öffnungszeiten: Mo–Fr: 6:30–18:00, Sa: 6:30–14:00, So: 7:30–17:00 | ⊙ Kalker Hauptstr. 226, Cafe Schlechtrimen |
| | Bücherschrank                                                                                        | Köln-Lindenthal                          |                | Bürgeramt Lindenthal (Foyer) zugänglich während der Öffnungszeiten des Gebäudes | ⊙ Aachener Straße 220 |
| | Bücherschrank                                                                                        | Köln-Longerich                           | 2011           | Senioren-Netzwerk in Longerich | ⊙ Graseggerstraße 105 |
| | Bücherschrank                                                                                        | Köln-Meschenich                          | 2021           | Projekt von aktiv für Meschenich e. V. | ⊙ vor Pfarrkirche St. Blasius, Brühler Landstraße 425                                                                                                 |
| | Bücherschrank                                                                                        | Köln-Mülheim                             |                | im Bürgerpark, Projekt Eselsohr der Bürgerstiftung Köln; Schrankpatenschaft nachbarschaft köln-mülheim nord e. V. | ⊙ Berliner Straße 73, im Park neben dem Bürgerzentrum MüTZe                                                                                           |
| | Bücherschrank                                                                                        | Köln-Mülheim                             |                | im Bürgeramt Mülheim, Wartesaal | ⊙ Wiener Platz 2a |
| | Bücherschrank                                                                                        | Köln-Neuehrenfeld                        | 2023           | vor der Kulturkirche St. Barbara initiiert von der Nachbarschaft Brentanostraße, Ansgarstraße und Ballumer Straße und unterstützt von der Ehrenfelder Wohnungsgenossenschaft sowie der Sparkasse KölnBonn | ⊙ Ansgarplatz |
| | Bücherregal                                                                                          | Köln-Neuehrenfeld                        |                | | ⊙ Eichendorffstraße 33 |
| | Bücherschrank                                                                                        | Köln-Neustadt-Nord (Agnesviertel)        |                | | ⊙ Neusser Platz, Köln |
| | Bücherregal                                                                                          | Köln-Neustadt-Nord                       |                | nur für Kinderbücher | ⊙ Utrechter Straße 3 |
| | BOKX 02                                                                                              | Köln-Neustadt-Süd                        | 2011           | | ⊙ Rathenauplatz/Roonstraße |
| | BOKX 02 Glasedition Basalt/Stahl/Plexiglas                                                           | Köln-Neustadt-Süd                        | 2012           | Projekt Eselsohr der Bürgerstiftung Köln; Schrankpatenschaft: Caritasverband für die Stadt Köln/Sozialpsychiatrisches Zentrum Innenstadt | ⊙ Rolandstraße/Ecke Merowinger Straße |
| | Stahl                                                                                                | Köln-Neustadt-Süd                        | Sep. 2011      | Projekt Eselsohr der Bürgerstiftung Köln | ⊙ Anna-Schneider-Steig im Rheinauhafen, neben dem Bayenturm                                                                                           |
| | Bücherschrank                                                                                        | Köln-Neustadt-Süd                        | Okt. 2014      | Projekt Eselsohr der Bürgerstiftung Köln | ⊙ Eierplätzchen |
| Bücherschrank Köln-Nippes, Mauenheimer Straße 92 | Telefonzelle                                                                                         | Köln-Nippes                              | Juli 2011      | Initiative des Bürgervereins „Für Nippes“, beklebt von Kaufhof-Mitarbeiterinnen | ⊙ Mauenheimer Straße 92 |
| Bücherschrank Köln-Nippes, Blücherstraße/Leipziger Platz | BOKX                                                                                                 | Köln-Nippes                              | 2016           | Projekt Eselsohr der Bürgerstiftung Köln, im April 2019 durch ein Feuer zerstört | ⊙ Blücherstraße/Leipziger Platz |
| | BOKX 01 Glasedition Basalt/Stahl/ESG                                                                 | Köln-Ossendorf                           | 2014           | Projekt Eselsohr der Bürgerstiftung Köln | ⊙ König-Baudouin-Platz (Ossendorf) |
| | Bücherschrank                                                                                        | Köln-Ossendorf                           |                | im Ikea Am Butzweilerhof | ⊙ Butzweilerstraße 51 |
| | Begehbare Bücherbude                                                                                 | Köln-Poll                                |                | Bürgerzentrum Ahl Poller Schull | ⊙ Poller Hauptstraße 65 |
| | BOKX 02 Glasedition Basalt/Stahl/ESG                                                                 | Köln-Porz                                | 21. März 2014  | Projekt Eselsohr der Bürgerstiftung Köln; Schrankpatenschaft: Caritasverband für die Stadt Köln/Sozialpsychiatrisches Zentrum Porz | ⊙ Josefstraße/Ecke Hermannstraße |
| | BOKX                                                                                                 | Köln-Sülz                                |                | | ⊙ Auerbachplatz |
| Bild gesucht Die Wikipedia wünscht sich an dieser Stelle ein Bild vom hier behandelten Ort. Weitere Infos zum Motiv findest du vielleicht auf der Diskussionsseite . Falls du dabei helfen möchtest, erklärt die Anleitung , wie das geht. BW                                            | BOKX                                                                                                 | Köln-Sülz                                |                | Offener Bücherschrank Sülz Sternplatz: barrierefreier Zugang, Südostecke des Platzes an der Sternplatz-Oase | ⊙ Sternplatz |
| | Vitrine                                                                                              | Köln-Sülz                                |                | barrierefreier Zugang, Initiative Café Holtz und Kupfer | ⊙ Eingangsbereich Café Holtz und Kupfer, Zülpicher Str. 233                                                                                           |
| | Bücherschrank                                                                                        | Köln-Weiden                              |                | | ⊙ auf dem Emil-Schreiterer-Platz |
| | Bücherschrank                                                                                        | Köln-Weiden                              |                | | ⊙ südlich der Brücke über die Ostlandstraße |
| | Bücherschrank                                                                                        | Köln-Weidenpesch                         | 7. Mai 2012    | | ⊙ Derfflinger Straße vor der Erlöserkirche |
| | BOKX 02 (Basalt/Stahl/ESG) Vitrinenausstattung: Albert-Schweitzer-Grundschule                        | Köln-Weiß                                | 2010           | gefördert durch Karl Jürgen Klipper, Dorfgemeinschaft Weiß e. V., Förderverein der Albert-Schweitzer-Grundschule, Projekt Eselsohr der Bürgerstiftung Köln | ⊙ Zum Hedelsberg |
| | Bücherschrank                                                                                        | Köln-Zollstock                           | Juni 2022      | Projekt Eselsohr der Bürgerstiftung Köln | ⊙ vor Höninger Platz 5 |
| | Bücherschrank                                                                                        | Köln-Zollstock                           | Mai 2023       | Projekt Eselsohr der Bürgerstiftung Köln, Initiator Genossenschaft Kölner Friedhofsgärtner eG | ⊙ Südfriedhof, Flurstück 50 (Bestattungsgarten) |
| | britische Telefonzelle                                                                               | Königswinter                             | 5. Sep. 2014   | Geschenk der englischen Partnerstadt Cleethorpes | ⊙ Marktplatz Königswinter-Altstadt/Drachenfelsstraße 6                                                                                                |
| | Bücherschrank                                                                                        | Königswinter - Berghausen                | 8. Aug. 2023   | Gesponsert durch Westenergie und Vorgänger | ⊙ Berghausener Str. 107–109, Königswinter - Berghausen                                                                                                |
| | Bücherschrank                                                                                        | Königswinter - Heisterbacherrott         | 10. Jan. 2025  | Gesponsert durch Westenergie und Vorgänger | ⊙ Oelbergstraße 29 |
| | Bücherschrank                                                                                        | Königswinter-Niederdollendorf            | 28. Apr. 2022  | Gesponsert durch Westenergie und Vorgänger | ⊙ Heisterbacher Str. 38, Königswinter |
| Offener Bücherschrank in Kommern | Bücherschrank                                                                                        | Kommern                                  |                | | ⊙ Kölner Straße/Ecke Ackergasse |
| | BOKX 02 (?)                                                                                          | Korschenbroich                           | 15. Feb. 2012  | von RWE gestiftet | ⊙ Kirchplatz |
| | Bücherschrank                                                                                        | Korschenbroich-Glehn                     | 28. Apr. 2022  | Gesponsert durch Westenergie und NEW | ⊙ Pankratiusplatz 3, Korschenbroich |
| | Holzschrank                                                                                          | Kranenburg                               | Juli 2014      | gefördert durch die Gemeinde Kranenburg | ⊙ Bahnsteig des Tourist-Info-Centers Alter Bahnhof |
| | Bücherschrank                                                                                        | Kerken                                   | Apr. 2024      | Gesponsert durch Westenergie und Vorgänger | ⊙ Neben der Sparkasse an der Marktstraße 23 |
| | Bücherregal                                                                                          | Krefeld-Fischeln                         |                | Cafe Max und Moritz im Untergeschoss | ⊙ Kölner Straße 558 |
| | Bücherschrank                                                                                        | Kreuzau                                  | 17. Nov. 2023  | Gesponsert durch Westenergie AG | ⊙ Hauptstraße 66a |
| | Bücherschrank                                                                                        | Kreuzau, Ortsteil Stockheim              | 2016           | finanziert von einem Energieversorger | ⊙ An der Tränke 9A |
| | Bücherschrank                                                                                        | Laer                                     | 15. Sep. 2021  | Gesponsert durch Westenergie | ⊙ Mühlenhoek 1 vor dem alten Speicher |
| | Bücherzelle                                                                                          | Langenfeld                               |                | | ⊙ Ecke Solinger Straße/Grünstraße |
| | Bücherschrank                                                                                        | Langenfeld, Zentrum                      | Sep. 2020      | täglich ehrenamtlich betreut, Werk des Steinbildhauermeisters Hartmut Hegener | ⊙ vor dem Rathaus |
| | Bücherschrank                                                                                        | Langenfeld-Immigrath                     | 9. Dez. 2015   | täglich ehrenamtlich betreut, Werk des Steinbildhauermeisters Hartmut Hegener | ⊙ am Berliner Platz, Bushaltestelle „Berliner Platz“ der 785 in Richtung Langenfeld S-Bahnhof                                                         |
| | Bücherschrank                                                                                        | Langenfeld-Reusrath                      | Dez. 2019      | täglich ehrenamtlich betreut, Werk des Steinbildhauermeisters Hartmut Hegener | ⊙ am Reusrather Platz |
| | Bücherschrank                                                                                        | Langenfeld-Richrath                      | Apr. 2018      | täglich ehrenamtlich betreut, Werk des Steinbildhauermeisters Hartmut Hegener | ⊙ vor der Kirche St. Martinus, Bushaltestelle „Richrath Kirche“ der 785 in Richtung Langenfeld S-Bahnhof                                              |
| | Bücherschrank                                                                                        | Langenfeld-Wiescheid                     | Feb. 2021      | täglich ehrenamtlich betreut, Werk des Steinbildhauermeisters Hartmut Hegener | ⊙ vor der Kirche St. Maria Rosenkranzkönigin |
| | | Langerwehe                               |                | | ⊙ Am Töpferbrunnen |
| | Holzvitrine                                                                                          | Legden                                   |                | | ⊙ Dahliengarten |
| | Stahl/Glas                                                                                           | Leichlingen                              | Feb. 2015      | | ⊙ Im Brückerfeld |
| | Stahl/Glas                                                                                           | Leichlingen-Witzhelden                   | Nov. 2019      | aufgestellt durch den Verkehrs- und Verschönerungsverein (VVV) | ⊙ Solinger Straße 12/14 |
| Bücherschrank Lemgo | Weiße Telefonzelle                                                                                   | Lemgo                                    | März 2016      | Bücher aus einem breiten Literaturspektrum | ⊙ Waisenhausplatz, Papenstraße 4 |
| Bücherschrank Altenhundem, Lennestadt | Stahl/Glas                                                                                           | Lennestadt-Altenhundem                   | 23. Feb. 2012  | | ⊙ Platz vor dem Bahnhof/Pressehaus, Hundemstraße 18                                                                                                   |
| | Stahl/Glas                                                                                           | Leopoldshöhe                             | 21. Sep. 2023  | | ⊙ vor dem B-vier Asemissen |
| | Bunte Telefonzelle                                                                                   | Leverkusen                               | 2014           | | ⊙ im Wildpark Reuschenberg |
| | Metallschrank                                                                                        | Leverkusen-Lützenkirchen                 | Nov. 2022      | | ⊙ Lützenkirchener Straße 416 |
| | Bücherwagen                                                                                          | Leverkusen                               |                | nur Frühling bis Herbst | ⊙ im Neuland-Park, Nobelstraße 91 |
| | Der offene Bücherschrank                                                                             | Leverkusen-Opladen                       | 2019           | Montag bis Freitag | ⊙ GBO-Begegnungsstätte im Bruno-Wiefel-Haus, Kölner Straße 100                                                                                        |
| | Vitrine                                                                                              | Leverkusen-Schlebusch                    | 2012           | | ⊙ Saarstraße 30 |
| | Bücherzelle                                                                                          | Lichtenau                                |                | | ⊙ Lange Straße 33 |
| | Telefonzelle                                                                                         | Lindlar, Ortsteil Horpe                  | März 2021      | private Initiative einer Anwohnerfamilie | ⊙ Horpestraße 32, gegenüber Bauernhof Lob |
| | Vitrine                                                                                              | Linnich                                  | Okt. 2013      | barrierefreier Zugang | ⊙ Rurstraße 9–11, vor dem Deutschen Glasmalerei-Museum                                                                                                |
| Bücherschrank in Linnich-Ederen, Dorfplatz | Vitrine                                                                                              | Linnich-Ederen                           | 13. Juli 2018  | barrierefreier Zugang | ⊙ Dorfplatz/Ecke Aachener Ende |
| | Bücherschrank                                                                                        | Lippetal-Hovestadt                       |                | | ⊙ Bahnhofstraße 7, vor dem Rathaus |
| | Bücherschrank                                                                                        | Lippetal-Oestinghausen                   | 2023           | Gesponsert durch die Gemeinde Lippetal und Westenergie AG. | ⊙ Soester Straße 2, Mühlsteinbrunnen |
| | Bücherschrank                                                                                        | Lippetal-Lippborg                        |                | | ⊙ Ilmerweg, nördlich der Kirche |
| | Bücherschrank                                                                                        | Lippstadt                                |                | | ⊙ vor der Jakobi-Kirche, Höhe Lange Straße 71 |
| | Bücherschrank                                                                                        | Lippstadt                                | 2014           | Öffnungszeiten: Montag–Donnerstag 8:30–12:30 Uhr und 15:00–18:00 Uhr, Freitag 8:30–12:30 Uhr | ⊙ Barthstraße 2, Foyer der VHS |
| | Bücherschrank                                                                                        | Lippstadt                                | Feb. 2010      | Öffnungszeiten P3 | ⊙ Poststraße 3, im P3 |
| | Bücherschrank                                                                                        | Lippstadt                                | Juli 2015      | Öffnungszeiten: Montag–Mittwoch 8:30–12:30 Uhr und 14:30–15:30 Uhr, Donnerstag 8:30–12:30 Uhr und 14:30–17:30 Uhr, Freitag 8:30–12:30 Uhr | ⊙ Ostwall 1, auf dem Hauptflur im Stadthaus |
| | Bücherschrank                                                                                        | Lippstadt-Bad Waldliesborn               |                | | ⊙ Parkstraße, vor der Kirche St. Josef |
| | Bücherschrank                                                                                        | Lippstadt-Lipperbruch                    |                | | ⊙ Mastholter Straße, vor der Sparkasse Lippstadt |
| | Bücherschrank                                                                                        | Lohmar                                   | Okt. 2014      | aufgestellt durch die BürgerStiftungLohmar | ⊙ Frouardplatz, am Verbindungsweg zur Hauptstraße |
| | Vitrine                                                                                              | Lotte                                    |                | | ⊙ Bahnhofstraße 13 (zwischen dem Parkplatz und Haus Hehwehrt)                                                                                         |
| Coole Bücher, öffentlicher Bücherschrank in Lüdenscheid | Kühlschrank                                                                                          | Lüdenscheid                              | Juli 2015      | | ⊙ Stüttinghauser Ringstraße 79, Buslinie 47 Haltestelle Dohlengasse                                                                                   |
| | Kühlschrank                                                                                          | Lüdenscheid                              | Sep. 2018      | | ⊙ Kirchstraße 16 |
| | Telefonzelle Blau                                                                                    | Lüdinghausen                             |                | von Busreisen Peters | Werner-von-Siemens-Straße 10 |
| | Bücherschrank                                                                                        | Lüdinghausen                             |                | bei Denkmalbüste von Raesfeld | Amtshaus 12 |
| | Bücherschrank                                                                                        | Lügde                                    |                | | ⊙ Bahnhofstraße 12, am Eingang der Unterführung |
| Bücherschrank Borker Straße, Lünen | gelbe Telefonzelle                                                                                   | Lünen                                    | 2011           | Die Telefonzelle wird nicht mehr als Büchertauschbörse genutzt; Wohl aufgrund von mehrfachen Sachbeschädigungen derzeit leer und verschlossen | ⊙ Borker Straße 113, vor der Autowaschanlage |
| | Bücherschrank                                                                                        | Marl                                     | 26. Sep. 2024  | gesponsert vom Heimatverein Polsum e. V. und Westenergie | ⊙ Brüggenpoth 5, 45768 Marl |
| | RWE-Bücherschrank                                                                                    | Marienmünster-Vörden                     |                | aufgestellt von RWE Energie/Innogy | ⊙ ZOB, Amtsstraße |
| | Vitrine                                                                                              | Meckenheim (Rheinland)                   | 2015           | barrierefreier Zugang | ⊙ Le-Mée-Platz, gegenüber der Friedenskirche |
| | Regal                                                                                                | Meerbusch-Strümp                         |                | vor dem Edeka | ⊙ Josef-Kohtes-Straße 22 |
| | Bücherschrank                                                                                        | Merzenich - Girbelsrath                  | 27. Mai 2023   | Gesponsert durch Westenergie AG | ⊙ Dechant-Fabry-Straße 36 |
| | Vitrine                                                                                              | Merzenich                                | Dez. 2011      | | ⊙ Lindenplatz |
| | RWE-Bücherschrank (BOKX)                                                                             | Mettingen                                | 2013           | aufgestellt von Innogy, ständig zugänglich | ⊙ Alter Rathausplatz |
| | Bücherschrank                                                                                        | Mettmann                                 | 4. März 2022   | Gesponsert durch Westenergie und Vorgänger | ⊙ Mühlenstraße 7 |
| | Bücherschrank                                                                                        | Mettmann                                 | 20. Okt. 2022  | Gesponsert durch Westenergie und Vorgänger | ⊙ Am Wiesengrund 29 |
| | Bücherschrank                                                                                        | Mettmann                                 |                | Galerie Königshof | ⊙ Talstraße 10 |
| | Bücherschrank                                                                                        | Mettmann-Metzkausen                      |                | vor dem Eingang des Rewe-Supermarkts | ⊙ Steinesweg 2–4 |
| | Bücherschrank                                                                                        | Mönchengladbach                          |                | im Vorgarten des Wohnhauses Dohler Straße 35 | ⊙ Dohler Straße 35 |
| | Bücherschrank in alter englischer Telefonzelle                                                       | Mönchengladbach                          |                | | ⊙ Grevenbroicher Straße 30 |
| | Bücherschrank in umgestalteter Telefonzelle                                                          | Mönchengladbach                          | 2020           | Hochschule Niederrhein | ⊙ Richard-Wagner-Straße 97, Eingang Hochschulgelände                                                                                                  |
| | Bücherschrank in Telefonzelle                                                                        | Mönchengladbach-Beckrath                 | 2021           | vor Gemeindehaus Beckrather Dorfstr. | ⊙ Beckrather Dorfstrasse 84 |
| | Bücherschrank                                                                                        | Mönchengladbach-Geneicken                |                | | ⊙ Maarstraße/Ecke Geneickener Straße (Maarplatz) |
| | Bücherschrank in alter gelber Telefonzelle                                                           | Mönchengladbach-Rheydt                   |                | | ⊙ Erlenstraße 43, Vorplatz eines Privathauses |
| | Bücherregale                                                                                         | Mönchengladbach-Rheydt                   |                | barrierefreier Zugang, Sitzgelegenheiten | ⊙ Friedhofstraße 39, Paritätisches Zentrum, Raum E 05                                                                                                 |
| | Bücherschrank                                                                                        | Moers                                    | 2014           | Königlicher Hof/an der Bushaltestelle der Linie 921; barrierefreier Zugang | ⊙ Hanns-Albeck-Platz |
| | Bücherschrank                                                                                        | Moers                                    |                | Moltkestraße 8 (hinteres Gartentor) | ⊙ Moltkestraße |
| | Bücherschrank                                                                                        | Moers-Repelen                            | 25. Apr. 2018  | Marktplatz in Repelen in unmittelbarer Nähe der Bushaltestelle, barrierefreier Zugang | ⊙ Marktplatz Repelen |
| | Offener Bücherschrank                                                                                | Möhnesee (Gemeinde)-Völlinghausen        | 11. Dez. 2024  | Gesponsort durch Westenergie und Vorgänger | Syringer Straße 35 |
| | Bücherschrank                                                                                        | Monheim am Rhein                         | 9. Apr. 2014   | Busbahnhof | ⊙ Rathausplatz |
| | Bücherschrank                                                                                        | Monheim am Rhein                         | Jan. 2020      | öffentlicher Bücherschrank Buchantiquariat und Galerie Rudolph | ⊙ Königsberger Straße 8 |
| | Bücherschrank                                                                                        | Monheim am Rhein                         | 9. Apr. 2014   | Hofcafé | ⊙ Parkstraße/Ecke Hofstraße |
| | umgestaltete gelbe Telefonzelle                                                                      | Monheim am Rhein                         | 9. Apr. 2014   | am Mehrgenerationenhaus | ⊙ Friedenauer Straße 17/II |
| | Bücherschrank                                                                                        | Monheim am Rhein                         | 9. Apr. 2014   | ab 2014 Telefonzelle am Ulla-Hahn-Haus, 2021 durch einen Bücherschrank mit einem angebauten Literaturautomaten ersetzt | ⊙ Neustraße 2/4 |
| 2017 | ab 2014 umgestaltete gelbe Telefonzelle, 2024 durch einen Bücherschrank ersetzt                      | Monheim am Rhein-Baumberg                | 9. Apr. 2014   | Baumberg, Dorfplatz | ⊙ Von-Ketteler-Straße |
| | Stahlschrank                                                                                         | Monschau                                 | Juli 2012      | | ⊙ Ecke Laufenstraße/Schaufenberg, neben dem Parkhaus Seidenfabrik                                                                                     |
| | RWE-Bücherschrank (BOKX)                                                                             | Mülheim an der Ruhr                      |                | gestiftet von RWE | ⊙ Siegfried-Reda-Platz |
| | Bücherschrank                                                                                        | Mülheim an der Ruhr                      | 2023           | Gesponsert durch Westenergie und Vorgänger | ⊙ Zeppelinstraße 4, Mülheim an der Ruhr |
| | Bücherschrank                                                                                        | Mülheim an der Ruhr                      | 24. Jan. 2023  | Gesponsert durch Westenergie und Vorgänger | ⊙ Bülowstraße 88, Mülheim-Broich |
| | Bücherschrank                                                                                        | Mülheim an der Ruhr                      |                | | ⊙ Kreuzung Aktienstraße/Nordstraße |
| | Bücherschrank                                                                                        | Mülheim an der Ruhr                      | 2. Sep. 2024   | Gesponsort durch Westenergie und Vorgänger | ⊙ Oberhausener Straße 176 |
| | Bücherschrank                                                                                        | Mülheim an der Ruhr                      | 10. Juli 2025  | Gesponsort durch Westenergie und Vorgänger | Karl-Forst-Straße 12 45481 Mülheim an der Ruhr |
| | Holzschrank, offen                                                                                   | Münster Berg Fidel                       | 2009           | unbeschränkt zugänglich | ⊙ Berg Fidel, vor dem Förderverein Alte Post |
| | | Münster-Hiltrup                          | 2013           | erster von drei Offenen Bücherschränken in Münster-Hiltrup | ⊙ Ecke Marktallee/Hohe Geest |
| | | Münster-Hiltrup                          | 2014           | zweiter von drei Offenen Bücherschränken in Münster-Hiltrup | ⊙ Osttor 60, neben „Das andere Restaurant“ |
| | | Münster-Hiltrup                          |                | dritter von drei Offenen Bücherschränken in Münster-Hiltrup | ⊙ Meesenstiege 54, am E-Center |
| | Bücherregal                                                                                          | Münster-Kreuzviertel                     | 2009           | Café im Kino Schloßtheater, während der Öffnungszeiten zugänglich | ⊙ |
| | Bücherschrank                                                                                        | Münster-Kreuzviertel                     | 2009           | Bücherklappschrank vor dem Restaurant | ⊙ Hoyastraße 17, Ecke Dettenstraße |
| | Holzregal, offen                                                                                     | Münster-Kuhviertel                       | 2009           | erstes offenes Bücherregal in Münster, gefördert durch Interessengemeinschaft Kuhviertel | ⊙ Rosenplatz |
| | Telefonzelle                                                                                         | Nachrodt-Wiblingwerde                    | Mai 2020       | Idee einer Einwohnerin, umgesetzt von der Gemeinde, finanziell unterstützt von der Sparkasse im Märkischen Kreis | ⊙ Ortsteil Wiblingwerde, an der Johanneskirche |
| | Bücherschrank                                                                                        | Netphen                                  |                | | ⊙ Am Neumarkt |
| | RWE-Bücherschrank (BOKX)                                                                             | Neuenkirchen (Kreis Steinfurt)           |                | gestiftet von der RWE | ⊙ Heyeröder Platz |
| | Stahlschrank                                                                                         | Neunkirchen-Seelscheid                   |                | | ⊙ vor der Kreissparkasse in Seelscheid |
| | Holzregal-Bücherschrank                                                                              | Neuss                                    | 2014           | | ⊙ Romaneum/Brückstraße |
| | RWE-Schrank                                                                                          | Neuss                                    | 29. März 2016  | in Patenschaft der Bürgerstiftung Neuss | ⊙ Höhe Oberstraße 128, Nähe Rathaus |
| | Kühlschrank                                                                                          | Nettersheim                              | Aug. 2022      | Privatinitiative | ⊙ Martinusstraße 3 |
| | Bücherschrank                                                                                        | Neuenkirchen                             | Juni 2023      | Gesponsert durch Westenergie AG | ⊙ Kirchstraße 13, Neuenkirchen |
| | Bücherschrank                                                                                        | Nideggen                                 | 2011           | | ⊙ Zülpicher Tor |
| | Bücherschrank                                                                                        | Nideggen-Brück                           |                | | ⊙ Campingplatz |
| | Bücherschrank                                                                                        | Niederaußem                              | 1. Juni 2021   | Seit Mai 2023 neuer Standort. Gesponsert durch Westenergie AG | ⊙ Paulusstraße 4, Bergheim-Niederaußem |
| | Telefonzelle                                                                                         | Niederkassel                             | Nov. 2021      | täglich zwischen 8 und 20 Uhr | ⊙ Provinzialstraße 16 |
| | Bücherschrank (umgenutzte Getränke-Vitrine/Kühlschrank mit Coca-Cola-Schriftzug)                     | Niederzier-Selhausen                     |                | | ⊙ Höhe Römerstraße 5 |
| | RWE-Bücherschrank                                                                                    | Nieheim-Merlsheim                        | 2014           | gestiftet von der RWE | ⊙ Dorfplatz in der Ortsmitte |
| | Bücherschrank                                                                                        | Nörvenich                                | 10. Feb. 2012  | gestiftet von der RWE | ⊙ am Rathaus |
| | Bücherschrank                                                                                        | Nörvenich-Eschweiler über Feld           | 23. Juni 2020  | Gesponsert durch Westenergie | ⊙ Heribertstraße 37 |
| | Bücherschrank                                                                                        | Nottuln                                  | 31. Aug. 2022  | Gesponsert durch Westenergie | ⊙ Von der Reck Straße 1, Nottuln |
| | Bücherschrank                                                                                        | Nottuln-Darup                            | Mai 2021       | | ⊙ Am Hagenbach 11 |
| | Bücherschrank                                                                                        | Oberhausen                               | 2013           | von der Stiftung Mercator aufgestellt | ⊙ Ebertplatz, am Stadttheater |
| | Bücherregal                                                                                          | Oberhausen                               | 16. Nov. 2017  | aufgestellt und betrieben vom sozialen Zentrum „Unterhaus“! | ⊙ im sozialen Zentrum „Unterhaus“, Friedrich-Karl-Straße                                                                                              |
| Bild gesucht Der Benutzer GeorgDerReisende ( Diskussion ) wünscht sich an dieser Stelle ein Bild vom Ort mit diesen Koordinaten 51.462367 6.85111 . Motiv: Grevenstraße 36: Bücherschrank vor der Ruhrwerkstatt Falls du dabei helfen möchtest, erklärt die Anleitung , wie das geht. BW | Bücherschrank                                                                                        | Oberhausen                               |                | | Grevenstraße 36, vor der Malschule und der Ruhrwerkstatt                                                                                              |
| | Bücherschrank                                                                                        | Oberhausen                               |                | | ⊙ Lohstraße 128 |
| | Telefonzelle                                                                                         | Oberhausen-Holten                        |                | | ⊙ Schulstraße 3 |
| | Bücherschrank                                                                                        | Oberhausen-Königshardt                   |                | | ⊙ Rewe-Parkplatz, Königshardter Str. 101 |
| | Bücherschrank                                                                                        | Oberhausen-Osterfeld                     |                | | ⊙ Südbahnhof Osterfeld, Bottroper Str. 146 |
| | Bücherschrank                                                                                        | Oberhausen-Sterkrade                     |                | | ⊙ Kleiner Markt |
| | Bücherschrank                                                                                        | Ochtrup                                  | 2012           | [ 107 ] | ⊙ neben der Bücherei |
| | Holzschrank                                                                                          | Odenthal-Klasmühle                       | 2. Sep. 2017   | errichtet und betrieben durch die Dorfgemeinschaft Oberodenthal e. V. | ⊙ Kapellenweg 6, an der Nordseite der Kirche Heilig Kreuz                                                                                             |
| | Holzschrank                                                                                          | Odenthal-Neschen                         | 1. Okt. 2017   | errichtet und betrieben durch die Dorfgemeinschaft Oberodenthal e. V. | ⊙ Neschener Straße 211, am Parkplatz der Kirche St. Michael                                                                                           |
| | Holzschrank                                                                                          | Odenthal-Scheuren                        | 27. Aug. 2015  | errichtet und betrieben durch die Dorfgemeinschaft Oberodenthal e. V. | ⊙ Scheurener Straße 65, vor dem ehemaligen Supermarkt                                                                                                 |
| | Metallschrank                                                                                        | Oelde                                    |                | | ⊙ Hermann-Johenning-Platz |
| | Metallschrank                                                                                        | Oelde-Lette                              | 2019           | | ⊙ Hauptstraße 35, neben der Sparkasse |
| | Metallschrank                                                                                        | Oelde-Stromberg                          | 2024           | | Marktplatz Stromberg Ecke Daudenstr./Münsterstr. |
| | Vitrine                                                                                              | Oer-Erkenschwick                         |                | | ⊙ Berliner Platz 7 |
| | Bücherschrank                                                                                        | Oerlinghausen                            |                | | ⊙ Am Simonsplatz |
| | Telefonzelle violett                                                                                 | Olfen-Vinnum                             |                | beim Dorfladen | Hauptstraße 33 |
| | Bücherschrank mit Sitzgelegenheit                                                                    | Olpe                                     | Apr. 2021      | in Zuständigkeit der Stadtbücherei | ⊙ Weierhohl, nahe Kinderspielplatz |
| | Bücherschrank                                                                                        | Olsberg                                  |                | | ⊙ Ruhrstraße 32 |
| | Bücherschrank                                                                                        | Olsberg-Bigge                            |                | | ⊙ Hauptstraße 59 |
| | Bücherschrank in der Eichendorff-Hütte                                                               | Ostbevern                                | Feb. 2022      | Betreuung durch die Initiative Eichendorff-Siedlung e. V. | ⊙ Eichendorff-Hütte, gegenüber Eichendorff-Siedlung 5                                                                                                 |
| | Bücherschrank                                                                                        | Overath                                  | 2011           | | ⊙ Taxistand am Bahnhofsplatz |
| | Bücherschrank „Paderthek“                                                                            | Paderborn                                | 1. Juni 2014   | aufgestellt von der studentischen Projektgruppe „Paderthek“ | ⊙ Westernstraße 39–41 |
| | Bücherschrank                                                                                        | Paderborn                                | 2018           | montags bis mittwochs von 8:30 bis 15:30 Uhr, donnerstags von 8:30 bis 18 Uhr und freitags von 8:30 bis 12:30 Uhr | ⊙ Aldegreverstraße 10–14 |
| | Bücherschrank                                                                                        | Paderborn                                |                | privat aufgestellt | ⊙ Königsbuscher Weg 16 |
| | gelbe Telefonzelle                                                                                   | Petershagen-Ilserheide                   | Apr. 2013      | | ⊙ Ilserheider Straße 69 |
| | britische Telefonzelle                                                                               | Plettenberg                              | Okt. 2014      | betreut durch die Stadtbücherei Plettenberg | ⊙ Alter Markt |
| | RWE-Bücherschrank                                                                                    | Preußisch Ströhen                        |                | aufgestellt von RWE Energie/Innogy | ⊙ Johann-Christoph-Klasing-Straße |
| | Bücherschrank                                                                                        | Radevormwald                             |                | | ⊙ Marktplatz |
| | Bücherschrank                                                                                        | Raesfeld                                 | 2012           | erster Bücherschrank in Raesfeld | ⊙ Weseler Straße 19, vor dem Rathaus |
| | Bücherschrank                                                                                        | Raesfeld-Erle                            | Dez. 2020      | | ⊙ Kirchplatz St. Silvester |
| | Innogy-Bücherschrank                                                                                 | Rahden                                   | März 2019      | vom Energierversorger Innogy aufgestellt | ⊙ Gerichtsstraße 9 |
| | Vitrine                                                                                              | Ratingen                                 |                | | ⊙ Marktplatz |
| | Holzschrank                                                                                          | Recklinghausen                           | 2011           | von der Stiftung Mercator aufgestellt | ⊙ vor dem Kreishaus, Kurt-Schumacher-Allee 1 |
| | Britische Telefonzelle                                                                               | Recklinghausen                           |                | | ⊙ an der östlichen Platzseite des Neumarkts |
| | Bücherschrank                                                                                        | Rees                                     |                | | ⊙ Ebentalstraße, am Wohnmobilstellplatz |
| | Telefonzelle                                                                                         | Rees-Haldern                             | 2013           | | ⊙ Pflegeheim St. Marien Haldern/Gerhard-Storm-Straße 1                                                                                                |
| | Bücherschrank                                                                                        | Rees-Mehr                                | 22. April 2022 | Gesponsert durch Westenergie und Vorgänger | ⊙ Heresbachstraße 21, Rees |
| | zwei offene Regale auf Rollen, jeweils beidseitig bestückt                                           | Reichshof-Denklingen                     | Apr. 2014      | zugänglich zu den Öffnungszeiten des Rathauses; barrierefreier Zugang; der „Offene Bücherschrank Reichshof“ ist eine gemeinsame Initiative von Jan Gutowski und von „Weitblick“-Freiwilligendienste aller Generationen im OBK. | ⊙ Hauptstraße 21 |
| | offenes Regal auf Rollen                                                                             | Reichshof-Eckenhagen                     | Nov. 2014      | zugänglich: dienstags von 10 Uhr bis 12 Uhr und donnerstags von 16 Uhr bis 18 Uhr sowie zu verschiedenen Veranstaltungen; der „Offene Bücherschrank“ in Eckenhagen ist eine Initiative von Ingrid Güttler, in Zusammenarbeit mit der evangelischen Kirchengemeinde Eckenhagen.                                                                                                  | ⊙ Evangelisches Gemeindehaus Eckenhagen, Barbarossastraße 5                                                                                           |
| | Bücherschrank                                                                                        | Reken - Bahnhof                          | 29. Juni 2023  | Gesponsert durch Westenergie und Vorgänger | ⊙ Frankenstraße 2, Reken |
| | Bücherschrank                                                                                        | Reken                                    | 16.12.2024     | Gesponsort durch Westenergie und Vorgänger | ⊙ Elleringschule, Dille 1, Reken |
| | Telefonzelle                                                                                         | Remscheid                                | Juni 2015      | | ⊙ Konrad-Adenauer-Straße/Ecke Scharffstraße |
| | Bücherschrank                                                                                        | Remscheid-Lennep                         | 22. März 2017  | Initiative der IG Hasenberg | ⊙ Begegnungs- und Beratungszentrum Hasenberg, Hasenberger Weg 13 a                                                                                    |
| | Telefonzellen                                                                                        | Remscheid-Lüttringhausen                 | 2015           | - zwei ehemalige Telefonzellen im Eingangsbereich der Evangelischen Stiftung Tannenhof - Nachts abgeschlossen | ⊙ Remscheider Straße 76 |
| | Bücherschrank                                                                                        | Rheda-Wiedenbrück                        | 2018           | | ⊙ Rathausplatz, am Rathaus, Stadtteil Rheda |
| | Bücherschrank                                                                                        | Rheda-Wiedenbrück                        | 2020           | | ⊙ Konrad-Adenauer-Platz, Stadtteil Wiedenbrück |
| | Bücherschrank                                                                                        | Rheda-Wiedenbrück                        |                | | ⊙ Lange Str. 59, Stadtteil Wiedenbrück |
| | Bücherregal                                                                                          | Rheda-Wiedenbrück-St. Vit                |                | | ⊙ Am Lattenbusch 5 (Küsterhaus) |
| | Telefonzelle                                                                                         | Rhede-Krommert                           | 2010           | | ⊙ An der Bushaltestelle Kreuzung Brünener Straße/Ächterkrommert                                                                                       |
| | Bücherschrank                                                                                        | Rheidt-Hüchelhoven                       | 26. Apr. 2022  | Gesponsert durch Westenergie und Vorgänger | ⊙ Düsseldorfer Straße 41a, Bergheim |
| | Bücherregal                                                                                          | Rheinbach                                | 2014           | zugänglich von 08:00 bis 19:00 Uhr – barrierefreier Zugang in der Eingangshalle des Evangelischen Altenzentrums „Haus am Römerkanal“ | ⊙ Römerkanal 11 |
| | offenes Bücherregal                                                                                  | Rheinbach                                |                | in der Raiffeisenbank | ⊙ Hauptstraße 38 |
| | roter Metallschrank, einer englischen Telefonzelle nachempfunden                                     | Rheinberg                                | Apr. 2021      | Bücherschrank, bevorzugt für Bücher in leichter Sprache vor dem Haus am Außenwall der Caritas Wohn- und Werkstätten Niederrhein, gebaut in deren Metallwerkstatt | ⊙ Außenwall 6 a |
| | Telefonzelle                                                                                         | Rheine                                   | Juli 2016      | Initiative des Rotary-Clubs Rheine | ⊙ Auf dem Thie, Nähe Münsterstraße |
| | Bücherschrank                                                                                        | Rheine-Altenrheine                       |                | | ⊙ Lambertiring 11 |
| | Bücherschrank                                                                                        | Rheurdt                                  | 19. Dez. 2023  | Gesponsert durch Westenergie und Vorgänger | ⊙ Rathausstraße 57, Rheurdt |
| | BOKX 01                                                                                              | Rheurdt                                  | 2014           | | ⊙ Grünstraße vor der Bücherei |
| | Bücherschrank                                                                                        | Rietberg                                 | Jan. 2020      | Initiiert von der örtlichen Gruppe des Vereins LAG (Lokale Aktions-Gruppe) GT8 in Zusammenarbeit mit der Bürgerstiftung Rietberg | ⊙ Ribérac-Platz |
| | Bücherschrank                                                                                        | Rietberg-Neuenkirchen                    |                | | ⊙ Lange Straße, vor der Kirche St. Margareta |
| | Bücherschrank                                                                                        | Rommerskirchen                           |                | | ⊙ Bahnstraße 51 Vor dem Rathaus |
| | Westenergie Bücherschrank                                                                            | Rommerskirchen                           | 12.06.2025     | Gesponsort von Westenergie und Vorgängern. | Antoniterstraße 12 41569 Rommerskirchen-Evinghoven |
| | Bücherschrank                                                                                        | Roetgen Städteregion Aachen              | 9. März 2021   | | ⊙ Hauptstrasse, Roetgen Markt vor Rathaus |
| | Bücherschrank                                                                                        | Roetgen-Rott                             |                | | ⊙ Lammersdorfer Straße vor der Kirche St. Antonius |
| | Telefonzelle                                                                                         | Rösrath-Hoffnungsthal                    | Juni 2011      | ehemalige Telefonzelle aus Bitterfeld in Sachsen-Anhalt | ⊙ neben dem Bürgerforum am Rathaus |
| | britische Telefonzelle                                                                               | Rüthen                                   |                | | ⊙ |
| | Bücherschrank                                                                                        | Rüthen-Ostereiden                        | 23. Jan. 2025  | Gesponsert durch Westenergie und Vorgänger | ⊙ Antoniusstraße 8, 59602 Rüthen |
| | Metallschrank                                                                                        | Salzkotten                               |                | | ⊙ Marktstraße, vor dem Rathaus |
| | Vitrine                                                                                              | Sankt Augustin-Birlinghoven              | 1. Okt. 2013   | abgebrannt am 29. November 2020, Anfang 2021 wieder errichtet | ⊙ Am Spielplatz |
| | Telefonzelle                                                                                         | Sankt Augustin-Buisdorf                  |                | | ⊙ vor der Kirche St. Georg, Zissendorfer Straße |
| | Schrank                                                                                              | Sankt Augustin-Hangelar                  |                | zugänglich zu den Öffnungszeiten des Gemeindezentrums | ⊙ im Foyer der Christuskirche An der evangelischen Kirche 1–3                                                                                         |
| | Telefonzelle                                                                                         | Sankt Augustin-Meindorf                  | Okt. 2015      | [ 130 ] | ⊙ Lichweg |
| | Telefonzelle                                                                                         | Sankt Augustin-Menden                    | Mai 2019       | errichtet vom DPSG Pfadfinder-Stamm aus Menden im Rahmen der 72 Stunden Aktion 2019 | ⊙ Von-Galen-Straße, vor der evangelischen Kirche |
| | Schrank                                                                                              | Sankt Augustin-Niederpleis               | Juli 2023      | | ⊙ An der Bushaltestelle Niederpleis Schulstr. |
| | Metallschrank                                                                                        | Sassenberg                               | Mai 2016       | Initiative von Innogy und dem Sassenberger Kulturverein, betreut von Mitarbeiterinnen des für kulturelle Belange zuständigen Amts der Stadtverwaltung | ⊙ Mühlenplatz |
| | Schrank                                                                                              | Schloß Holte-Stukenbrock                 | 8. Mai 2013    | | ⊙ Holter Kirchplatz 19 |
| | Bücherschrank                                                                                        | Schermbeck                               | 31. Aug. 2020  | Gesponsert durch Westenergie und Vorgänger | ⊙ Weseler Str. 2 Naturpark Hohe Mark |
| | | Schleiden                                |                | | ⊙ Am Driesch |
| | | Schleiden-Gemünd                         | vor 2019       | | ⊙ Marienplatz |
| | Bücherschrank                                                                                        | Schloß Neuhaus (Paderborn)               | 2023           | | ⊙ Marienplatz |
| | Bücherschrank                                                                                        | Schmallenberg-Fleckenberg                | 2023           | Gesponsert durch Westenergie und Vorgänger | ⊙ Latroper Straße 6, Schmallenberg |
| | Bücherschrank                                                                                        | Schmallenberg                            |                | | ⊙ Oststraße 3a |
| | Bücherschrank                                                                                        | Schwelm                                  |                | | ⊙ Märkischer Platz |
| | Bücherschrank                                                                                        | Schöppingen                              | Aug. 2022      | Gesponsert durch Westenergie und Vorgänger | ⊙ Hauptstraße 65, Schöppingen |
| | Bücherschrank                                                                                        | Schwerte                                 |                | zu den Öffnungszeiten der Cafeteria | ⊙ Cafeteria der Ruhrakademie, Hagener Straße 241 |
| | Bücherschrank                                                                                        | Schwerte                                 |                | barrierefrei zugänglich | ⊙ Postplatz |
| | Öffentlicher Bücherschrank, 8 Fächer, beleuchtet                                                     | Sendenhorst                              | 5. Dez. 2013   | barrierefrei zugänglich, aufgestellt durch die Stadt Sendenhorst, betreut und mitinitiiert durch ehrenamtliche Bücherpaten | ⊙ Fußgängerzone, Weststraße 5 |
| | Bücherkiste                                                                                          | Siegburg                                 | Nov. 2019      | zu den Öffnungszeiten von Lais Espressostudio | ⊙ im Café Lais Espressostudio Holzgasse 25 |
| | Bücherschrank                                                                                        | Siegburg                                 | 2016           | zu den Öffnungszeiten des Entsorgungsunternehmens Rhein-Sieg-Abfallwirtschaftsgesellschaft (RSAG) | ⊙ im Foyer der RSAG-Geschäftszentrale Pleiser Hecke 4                                                                                                 |
| | Bücherschrank                                                                                        | Siegburg                                 | Juli 2013      | zu den Öffnungszeiten des Kreishauses zugänglich | ⊙ im Kreishaus der Stadt Siegburg (Foyer) |
| | Metallspind                                                                                          | Siegburg                                 |                | | ⊙ Verbindungsweg |
| | Bücherschrank                                                                                        | Siegburg                                 | 2023           | | ⊙ Lambertstraße 39, vor der Kita Pauline |
| | Bücherschrank                                                                                        | Siegburg                                 | 2024           | | ⊙ Bahntrassenradweg, am Ceciliengarten/Spielplatz Cecilienstraße                                                                                      |
| | Bücherschrank                                                                                        | Siegen                                   | Sep. 2021      | Gesponsert durch Westenergie und Vorgänger | ⊙ Friedrichsstraße Ecke Emilienstraße |
| | Bücherschrank                                                                                        | Siegen                                   | 29. März 2023  | Gesponsert durch Westenergie AG | ⊙ Schweriner Straße 21, Siegen |
| | Telefonzelle                                                                                         | Siegen                                   | 13. Juni 2014  | Im Kundenbereich der Sparkasse des Sieg Carré (an dessen Öffnungszeiten gebunden) nahe Hauptbahnhof, aufgestellt von der Jugendwerkstatt Förderband | ⊙ Morleystraße 2 |
| | Telefonzelle                                                                                         | Soest                                    |                | Am alten Schlachthof | ⊙ Alter Schlachthof, Ulrichertor 4 |
| | Bücherschrank                                                                                        | Solingen                                 |                | Öffnungszeiten Botanischer Garten (8 bzw. 9 Uhr bis Dämmerung) | ⊙ Botanischer Garten, Vogelsang 2a |
| | Bücherschrank                                                                                        | Solingen-Gräfrath                        |                | | ⊙ nahe Klosterhof 7, südlich der Pfarrkirche St. Mariä Himmelfahrt (Solingen)                                                                         |
| Bild gesucht Die Wikipedia wünscht sich an dieser Stelle ein Bild vom hier behandelten Ort. Weitere Infos zum Motiv findest du vielleicht auf der Diskussionsseite . Falls du dabei helfen möchtest, erklärt die Anleitung , wie das geht. BW                                            | Bücherschrank                                                                                        | Solingen-Gräfrath                        |                | | ⊙ Schulstraße ggü. 34 |
| | Telefonzelle                                                                                         | Solingen-Höhscheid                       | 2020           | | ⊙ Siedlung Weegerhof, Hermann-Meyer-Straße |
| | Stahlschrank                                                                                         | Solingen-Ohligs                          |                | | ⊙ Marktplatz in Solingen-Ohligs, Ohligs-Markt an dem Kiosk in Richtung der Haltestelle                                                                |
| | Bücherzelle                                                                                          | Sprockhövel                              | Jan. 2025      | mit Sitzgelegenheit | ⊙ Kirchplatz 1 |
| | Bücherzelle                                                                                          | Sprockhövel-Haßlinghausen                | Jan. 2025      | mit Sitzgelegenheit | ⊙ Mittelstraße 20 |
| | Bücherschrank                                                                                        | Sonsbeck                                 | Dez. 2024      | Gesponsort durch Westenergie und Vorgänger | ⊙ Hochstraße / Höhe Alttorplatz |
| | Steinfurt-Borghorst                                                                                  |                                          |                | ⊙ Emsdettener Straße 8 | |
| | Telefonzelle                                                                                         | Steinheim                                | Juni 2021      | initiiert vom Verein Steinheim International, finanziert durch Spenden, unter anderem von der Sparkasse Steinheim | ⊙ Petersilienparkplatz |
| | Bücherschrank                                                                                        | Stemwede-Levern                          |                | zugänglich zu den Öffnungszeiten des E-Centers Hartmann | ⊙ |
| | Telefonzelle                                                                                         | Stolberg-Donnerberg                      | 18. Jan. 2020  | Kooperation zwischen der Jugendeinrichtung „Kleine offene Tür St. Josef“ und der Siedlergemeinschaft Donnerberg | ⊙ bei St. Josef, Höhenstraße 51 |
| | | Stolberg-Gressenich                      |                | | ⊙ Schevenhütter Straße 3 |
| | | Stolberg-Schevenhütte                    |                | | ⊙ Nidegger Straße ggü. 27 |
| | Telefonzelle                                                                                         | Stolberg-Venwegen                        | 2016           | Initiative des Vereins Alte Schule, finanziell unterstützt von der Sparkasse Aachen | ⊙ Ecke Vennstraße/Am Bachpütz |
| | Telefonzelle                                                                                         | Stolberg-Werth                           | 10. Nov. 2016  | Telefonzelle am Bürgerhaus | ⊙ Dorfstraße 23 |
| | Bücherschrank                                                                                        | Straelen                                 | Dez. 2023      | finanziert vom Kulturring Straelen | ⊙ Marktplatz |
| | Telefonzelle                                                                                         | Sundern (Sauerland)                      |                | | ⊙ vor Hauptstraße 103/105 |
| | Bücherschrank                                                                                        | Sundern-Westenfeld                       | 6. Okt. 2021   | Gesponsert durch Westenergie und Vorgänger | ⊙ Westenfelder Straße neben Haus Nr. 66 |
| | Stahlschrank                                                                                         | Swisttal-Buschhoven                      | 19. März 2020  | finanziert von Innogy, betreut von ehrenamtlichen Paten | ⊙ Toniusplatz |
| | Stahlschrank                                                                                         | Swisttal-Heimerzheim                     | 19. Juli 2017  | finanziert von Innogy, betreut vom Literaturkreis der kfd (Katholische Frauen Gemeinschaft Deutschlands) e. V. | ⊙ Am Fronhof, sog. Busbahnhof |
| | Stahlschrank                                                                                         | Swisttal-Odendorf                        | 2012           | finanziert von Innogy | ⊙ Am Zehnthof |
| | Bücherregal                                                                                          | Tecklenburg-Brochterbeck                 | 2021           | betreut von der Interessengemeinschaft (IG) Brochterbeck | ⊙ Haus des Gastes, Dorfstr. 11, 49545 Tecklenburg |
| | Bücherregal in Bushaltestellenunterstand                                                             | Telgte                                   | 2013           | Initiative der Grünen Telgte | ⊙ Bushaltestelle Bassfeld am Adolph-Kolping-Platz vor dem Bürgerhaus                                                                                  |
| | Bücherschrank                                                                                        | Titz                                     | 30. Juni 2020  | Gesponsert durch Westenergie und Vorgänger | ⊙ Von-Leerodt-Straße, Ecke Marienstraße |
| | Bücherschrank                                                                                        | Titz-Müntz                               | Juni 2019      | barrierefreier Zugang | ⊙ Neuer Dorfplatz Müntz, Lesebank direkt im Umfeld |
| | Bücherschrank                                                                                        | Tönisvorst-Vorst                         | 22. Sep. 2021  | gesponsert von NEW und Westenergie | ⊙ Markt 3 |
| | Bücherschrank                                                                                        | Tönisvorst                               | 12. März 2024  | gesponsort von Westenergie | ⊙ Hochstraße 26, Seulenhof in einem Innenhof |
| Foto des Bücherschrankes auf der Kölner Straße in der Troisdorfer Fußgängerzone. | Stahlschrank                                                                                         | Troisdorf                                |                | | ⊙ Kölner Straße, Fußgängerzone |
| Öffentlicher Bücherschrank in der Troisdorfer Blücherstraße, bei der Bushaltestelle. | Bücherschrank                                                                                        | Troisdorf                                |                | | ⊙ Blücherstraße, bei der Bushaltestelle |
| Öffentlicher Bücherschrank bei der Lambertuskirche in Troisdorf-Bergeheim. | Bücherschrank                                                                                        | Troisdorf-Bergheim                       |                | | ⊙ Lambertuskirche in Bergheim |
| Öffentlicher Bücherschrank an der Kreuzung Hermann-Ehlers-Straße/Lahnstraße in Troisdorf beim Parkplatz. | Bücherschrank                                                                                        | Troisdorf-Friedrich-Wilhelms-Hütte       |                | | ⊙ Hermann-Ehlers-Straße/Lahnstraße, vor dem Parkplatz                                                                                                 |
| | Vitrine                                                                                              | Troisdorf-Spich                          |                | Stadt Troisdorf | ⊙ Niederkasseler-Straße, Ecke Kochenholzstraße (vor VR-Bank)                                                                                          |
| | Bücherschrank                                                                                        | Übach-Palenberg                          |                | | ⊙ Rathausplatz |
| | Bücherschrank                                                                                        | Uedem                                    | 20. Sep. 2020  | an der Evangelischen Kirche Uedem, Initiative von Kurasch e. V., einem Verein junger Erwachsener, die konfessionell und politisch nicht gebunden sind | ⊙ Markt 8 |
| | Offener Bücherschrank                                                                                | Uedem                                    | 18.12.2024     | Gesponsort durch Westenergie und Vorgänger | ⊙ Rosenstraße 8, Uedem |
| | Bücherschrank/Holzregale                                                                             | Unna                                     |                | | ⊙ im Hauseingang Restaurant Leyka/Parteibüro Die Grünen, Wasserstraße 13; Zugang abhängig von Öffnungszeiten des Restaurants und/oder des Parteibüros |
| | Metallschrank                                                                                        | Unna-Königsborn                          | 17. Dez. 2021  | vor dem Kindergarten Herz-Jesu | ⊙ Salzweg 31 |
| | Bücherschrank                                                                                        | Unna-Kessebüren                          | 22. März 2022  | Gesponsert durch die Stadtwerke Unna und Westenergie | ⊙ Dorfstraße 1 |
| hellweger | Bücherregal                                                                                          | Unna-Lünern                              |                | | ⊙ Schulstraße |
| | Telefonzelle                                                                                         | Unna-Mühlhausen                          | Aug. 2020      | Telefonzelle mit Solarbeleuchtung | ⊙ Mühlhausener Dorfstraße/Bruchstraße |
| | 2 Telefonzellen                                                                                      | Velbert-Neviges                          | 2010           | 2 Telefonzellen aus den Partnerstädten Chattellerault (F) und Corby (GB) | ⊙ am Busbahnhof |
| | Bücherschrank                                                                                        | Velen -Ramsdorf                          | 19. Sep. 2022  | Gesponsert durch Westenergie und Vorgänger | ⊙ Burgplatz 6, Velen |
| | Bücherschrank                                                                                        | Vettweiẞ                                 |                | | ⊙ vor Rathaus |
| | Englische Telefonzelle                                                                               | Viersen                                  |                | Zwischenzeitlich als ehemalig gelistet, Anfang 2025 wieder bestätigt | ⊙ Bücherzelle, Lyzeumsgarten Viersen |
| | Bücherschrank                                                                                        | Vlotho                                   |                | | ⊙ Sommerfelder Platz |
| | Bücherschrank                                                                                        | Voerde                                   |                | | ⊙ Rathausplatz |
| | Bücherschrank                                                                                        | Voiswinkel                               |                | | ⊙ Platz hinter der Kirche |
| | Bücherbox                                                                                            | Vreden                                   |                | direkt an der Bücherei St. Georg Vreden | ⊙ Kirchplatz 12 |
| | Bücherhäuschen                                                                                       | Wachtberg-Adendorf                       | 10. Sep. 2011  | Bücherhäuschen im Foyer des „Drehwerk 17/19“, zu dessen Öffnungszeiten zugänglich | ⊙ Töpferstraße 17–19 |
| | Bücherschrank                                                                                        | Wachtendonk                              | Sep. 2022      | finanziert von der Gemeinde Wachtendonk & Sponsoren | ⊙ Friedensplatz |
| | lackiertes wetterfestes Industriesperrholz mit Aluminiumfront                                        | Wadersloh                                | 25. Okt. 2012  | | ⊙ |
| | Metallschrank                                                                                        | Wadersloh-Liesborn                       | 2019           | | ⊙ vor dem St. Josef-Haus |
| | Bücherschrank                                                                                        | Waltrop                                  | 23. Mai 2023   | Gesponsert durch Westenergie und „Nachbar schafft's im Hangel e. V.“ | ⊙ gegenüber Händelweg 1, Waltrop |
| | Holzschrank                                                                                          | Warendorf                                |                | | ⊙ Münsterstraße Ecke Münsterwall |
| | Bücherschrank                                                                                        | Warburg                                  |                | | ⊙ auf dem Neustadtmarktplatz |
| | Bücherschrank                                                                                        | Warstein                                 | 19. Jan. 2023  | Gesponsert durch Westenergie und Vorgänger | ⊙ Hauptstraße 87 |
| | Bücherregal                                                                                          | Warstein                                 | Feb. 2015      | Öffnungszeiten Café IBAHS | ⊙ Müscheder Weg 4; im Café IBAHS |
| | Englische Telefonzelle                                                                               | Warstein-Belecke                         |                | | ⊙ Wilkeplatz |
| | Bücherregal                                                                                          | Warstein-Suttrop                         | Nov. 2016      | beim Geldautomaten der Sparkasse | ⊙ Kreisstraße 90 |
| | Bücherkiste                                                                                          | Wegberg                                  | 28. Juni 2013  | Projekt der Gruppe Westen-im-Wandel | ⊙ Rathausplatz |
| | Bücherschrank                                                                                        | Wegberg                                  |                | | ⊙ Im Rapsfeld |
| | Bücherschrank                                                                                        | Welver                                   | vor Juli 2014  | | ⊙ Am Markt 33 |
| | Bücherschrank                                                                                        | Werl-Sönnern                             |                | | ⊙ Antoniusstraße 59 |
| | Telefonzelle                                                                                         | Werne                                    | 2015           | | ⊙ Busbahnhof |
| | Metallschrank                                                                                        | Wesel                                    | 6. Sep. 2013   | | ⊙ Leyensplatz |
| | Bücherschrank                                                                                        | Wesseling                                | Feb. 2022      | zu den Öffnungszeiten der Stadtbücherei dienstags von 13.30 bis 18 Uhr, mittwochs und donnerstags von 10 bis 17.30 Uhr, freitags von 9 bis 13 Uhr und samstags von 10 bis 13 Uhr | ⊙ Stadtbücherei Alfons-Müller-Platz |
| | Bücherschrank                                                                                        | Wesseling-Berzdorf                       | 29. März 2022  | Gesponsert durch Westenergie und Vorgänger | ⊙ Brühler Straße 251, Wesseling |
| | Bücherschrank                                                                                        | Wesseling-Keldenich                      | 14. Nov. 2024  | Gesponsert durch Westenergie und Vorgänger | ⊙ Unterdorfstraße 23, 50389 Wesseling-Keldenich |
| | Vitrine                                                                                              | Westerkappeln                            |                | | ⊙ Große Straße 13 (rechts neben dem Rathaus, am Brunnen)                                                                                              |
| | Holzschrank                                                                                          | Westerkappeln-Handarpe                   |                | | ⊙ Ortfeld 8 (links neben dem Eingang der ev. Kirche)                                                                                                  |
| | Metallschrank                                                                                        | Wetter (Ruhr)                            |                | | Schöntaler Str. 2 |
| | Metallschrank                                                                                        | Wetter (Ruhr) Grundschöttel              |                | | Grundschöttelerstraße 79 (bei Haltestelle) |
| | Metallschrank                                                                                        | Wetter (Ruhr) Volmarstein                |                | | Hauptstraße 13 (unter Bäumen) |
| | Bücherschrank                                                                                        | Wewelsburg                               | 19. Mai 2022   | Gesponsert durch Westenergie und Vorgänger | ⊙ Schafsberg 2, 33142 Büren |
| | Telefonzelle                                                                                         | Willich                                  | 7. Apr. 2021   | Ersatz für einen im September 2020 in der Peterstraße zerstörten Bücherschrank | ⊙ Markt, neben dem Hinzen-Haus |
| | Telefonzelle                                                                                         | Willich Ortsteil Neersen                 | Mai 2021       | betreut von der Katholischen Öffentlichen Bücherei | ⊙ Minoritenplatz |
| | Stahlschrank                                                                                         | Windeck                                  | 2011           | | ⊙ Dreisel |
| | Holzschrank                                                                                          | Witten                                   | 7. Okt. 2012   | von der Stiftung Mercator aufgestellt | ⊙ Vor Marienkirche und Marienhospital |
| | Umgebaute Telefonzelle                                                                               | Witten                                   | Sep. 2015      | in einem vom Landesjugendamt Westfalen-Lippe finanziell geförderten pädagogischen Projekt mit Jugendlichen aus dem Werkhof Witten gestaltet und aufgestellt | ⊙ Alter Garten 15, ehemalige Wannenschule |
| | Holzschrank                                                                                          | Witten                                   | 2025           | | ⊙ Ossietzkyplatz |
| | Offener Bücherschrank                                                                                | Flandersbach - Wülfrath                  | 14. Juni 2023  | Gesponsert durch Westenergie und Vorgänger | ⊙ Zwingenberger Weg 43, Wülfrath |
| | Offener Bücherschrank                                                                                | Wülfrath                                 | 20. Juni 2022  | Gesponsert durch Westenergie und Vorgänger | ⊙ Tiegenhöfer Straße 18, Wülfrath |
| weitere Bilder | britische Telefonzelle                                                                               | Wülfrath                                 | Okt. 2015      | unterstützt vom Förderverein der Stadtbücherei | ⊙ Wareplatz |
| | Bücherschrank                                                                                        | Wülfrath                                 | 26. Sep. 2024  | gesponsort von Westenergie | ⊙ Haus Düssel 16, Wülfrath |
| | Telefonzelle                                                                                         | Würselen                                 |                | ein Projekt der Kulturstiftung Würselen | ⊙ Würselen, Markt |
| | Büchertauschbox, Eigenbau aus Holz                                                                   | Würselen/Scherberg                       | 2022           | Kleine private Büchertauschbox im Vorgarten. | ⊙ Würselen, Brunnenstraße |
| | Telefonzelle                                                                                         | Würselen/Bardenberg                      | 2021           | | ⊙ Würselen, Dr.-Hans-Böckler-Platz |
| | Telefonzelle                                                                                         | Wuppertal-Barmen                         |                | vor der CVJM-Bildungsstätte | ⊙ Bundeshöhe |
| | Bücherschrank                                                                                        | Wuppertal-Barmen                         |                | privat | ⊙ Riescheider Straße 4 |
| | Bücherschrank                                                                                        | Wuppertal-Barmen                         |                | neben dem Blumenladen | ⊙ Schönebecker Str. 2 |
| | Telefonzelle                                                                                         | Wuppertal-Cronenberg                     |                | vor der Kirche | ⊙ Hauptstr. 41 |
| | BOKX 02                                                                                              | Wuppertal-Elberfeld                      | 2012           | finanziert von der Wolf-Erlbruch-Stiftung | ⊙ Laurentiusstraße |
| | Telefonzelle                                                                                         | Wuppertal-Heckinghausen                  | 2014           | [ 166 ] | ⊙ Mohrenstraße, neben dem Zugang zum Spielplatz hinter dem Stadtteiltreff Heckinghausen                                                               |
| | Kühlschrank                                                                                          | Wuppertal-Küllenhahn                     | 2014           | privat betreut, barrierefrei zugänglich | ⊙ Odenwaldweg 7, Ecke Spessartweg |
| | Bücherschrank                                                                                        | Wuppertal-Langerfeld                     | 15. Juni 2021  | aus Spenden finanzierte Sonderanfertigung mit Kunstvitrine | ⊙ an der Gabelung Schwelmer Straße/In der Fleute |
| | Telefonzelle                                                                                         | Wuppertal-Nächstebreck                   |                | am Nächstebrecker Bürgerpark | ⊙ Wittener Straße 76 |
| | britische Telefonzelle                                                                               | Wuppertal-Ronsdorf                       | 31. Jan. 2015  | im Einkaufszentrum Ronsdorf-Carrée | ⊙ Lüttringhauser Straße 22 |
| | Bücherschrank                                                                                        | Wuppertal-Sonnborn                       | 4. Apr. 2024   | betreut von der IG Sonnborn; barrierefreier Zugang | ⊙ vor dem Jugendzentrum Kirchhofstraße 20 |
| | Telefonzelle                                                                                         | Wuppertal-Uellendahl                     |                | | ⊙ Bornberg 22 |
| | Telefonzelle                                                                                         | Wuppertal-Varresbeck                     |                | | ⊙ Giebel 30 |
| | Bücherschrank                                                                                        | Wuppertal-Vohwinkel                      |                | im Vorgarten, von der Straße zugänglich | ⊙ Heinrich-Heine-Straße 29 |
| | Bücherschrank                                                                                        | Wuppertal-Zoo                            | 2019           | betreut vom Bürgerverein Sonnborn-Zoo-Varesbeck 1888 e. V.; barrierefreier Zugang | ⊙ auf dem Vorplatz des Restaurants Boettingerweg 3, Ecke Hubertusallee                                                                                |
| | BOKX                                                                                                 | Xanten                                   |                | Gestiftet von Innogy | ⊙ Oberer Marktplatz hinter der Bühnenplattform |
| | Metallschrank                                                                                        | Xanten-Obermörmter                       |                | | ⊙ an einem ehemaligen Trafohaus, Hoher Weg |
| | Bücherschrank                                                                                        | Zülpich                                  | 2014           | Parköffnungszeiten | ⊙ Landesgartenschau Zülpich |
| | Metallschrank                                                                                        | Zülpich                                  |                | | ⊙ gegenüber vom Haus Markt 2 |
| | Metallschrank                                                                                        | Zülpich-Sinzenich                        |                | aufgestellt von Innogy | ⊙ Kommener Straße 36 |

## Ehemalige Bücherschränke
| Bild | Ausführung                           | Ort                        | von–bis                  | Anmerkung | Geokoordinaten                                                        |
| ---- | ------------------------------------ | -------------------------- | ------------------------ | --- | --------------------------------------------------------------------- |
|      | Bücherschrank                        | Bielefeld                  | ? - März 2022?           | nicht mehr vorhanden - war vor dem ehemaligen Gebäude der freien christlichen Kirche                                                                           | ⊙ Stapenhorststr. 67                                                  |
|      | Bücherschrank                        | Dortmund-Körne             | Juli 2013 – Aug. 2018    | Wurde im Jahre 2018 wegen Baufälligkeit an gleicher Stelle ersetzt durch einen Neubau.                                                                         | ⊙ Vor dem Drogerie-Markt Körner Hellweg 72                            |
|      | Holzregale und Vitrine               | Essen-Borbeck-Mitte        | Dez. 2009                | keine kostenlose Entnahme von Büchern mehr; dies wird auf Schildern als Diebstahl bezeichnet (https://commons.wikimedia.org/wiki/File:Borbecker_Buchladen.jpg) | ⊙ Pförtnerhaus der Dampf-Bierbrauerei                                 |
|      | Bücherfensterbank                    | Frechen (Rhein-Erft-Kreis) | Juli 2015                | Privater Büchertauschplatz an der Kletterhalle; dieser war frei zugänglich von 11 bis 23 Uhr; die Halle ist im April 2018 abgebrannt.                          | ⊙ Fensterbank der Kletterhalle                                        |
|      | Bücherschrank                        | Herne-Wanne                | Nov. 2019 – Jan. 2020    | Bücherschrank für Kinder nach mehrfachem Vandalismus entfernt                                                                                                  | ⊙ Hauptstraße 245                                                     |
|      | Holzregal                            | Iserlohn                   |                          | Betreut durch den ehrenamtlichen Dienst Continue; zugänglich zu den Öffnungszeiten des Rathauses                                                               | ⊙ Neues Rathaus, EG, Eingang von Parkplatz Nordstraße                 |
|      | Bücherschrank                        | Köln-Innenstadt            | Mai 2019 nicht mehr dort | gefördert durch Bürgerstiftung Köln; abgebrannt Juli 2018 | ⊙ Gereonsdriesch, im Park                                             |
|      | Givebox                              | Köln-Ehrenfeld             | 2012–2018                | von Bürgern für Bürger, im Spätsommer 2018 abgebaut | ⊙ Körnerstraße 101 am Hochbunker                                      |
|      | Holzschrank, geschlossen, wetterfest | Münster-Kreuzviertel       | 2009 - 2019              | gefördert durch Restaurant Kreuzviertel | ⊙ Hoyastraße, vor Restaurant Kreuzviertel                             |
|      | Bücherschrank                        | Viersen                    |                          | | ⊙ Bachstraße 60                                                       |
|      | Telefonzelle                         | Wuppertal-Barmen           |                          | Recyclinghof geschlossen | ⊙ Münzstraße 58                                                       |
|      | Telefonzelle                         | Wuppertal-Cronenberg       |                          | Bücherzelle wurde entfernt | ⊙ Korzerter Straße 75                                                 |
|      | Telefonzelle                         | Wuppertal-Langerfeld       | 2014                     | Recyclinghof verzogen | ⊙ Badische Straße 70–72                                               |
|      | Bücherregal                          | Hagen                      | 24. Jan. 2012            | von der Stiftung Mercator aufgestellt; barrierefrei. Im Jahr 2019 entfernt und nicht mehr vorhanden.                                                           | ⊙ Marktplatz vor der Johanniskirche am Markt, Frankfurter Straße 100. |
|      | Vitrine                              | Aachen                     | Aug. 2018                | barrierefreier Zugang, Initiative der Stadt Aachen. Am 2024-12-13 nicht mehr vorhanden. Platz komplett umgebaut.                                               | ⊙ Talstraße 2, im Depot Talstraße                                     |